# ワンス・アポン・ア・タイムのキャラクター
ワンス・アポン・ア・タイムのキャラクターでは、アメリカ合衆国のファンタジー・テレビドラマ『ワンス・アポン・ア・タイム』およびそのスピンオフ作品に登場するキャラクターについて、詳細なあらすじを交えて記述する。
『ワンス・アポン・ア・タイム』は、おとぎ話のキャラクターたちが呪いの魔法によって現代のアメリカに飛ばされ、本来の記憶を失って現実世界の人間として暮らしているという設定の物語である。現代の物語の合間に、おとぎの世界での物語がフラッシュバックとして挿入される構成になっている。白雪姫、チャーミング王子、悪い女王、ルンペルシュティルツキン、ジミニー・クリケット、ピノキオ、赤ずきん、ピーター・パンら、童話・説話やディズニー映画でおなじみのキャラクターに加え、本作オリジナルのキャラクターも登場する。
『ワンス・アポン・ア・タイム・イン・ワンダーランド』（カタカナ原題）は『ワンス・アポン・ア・タイム』のスピンオフで、ワンダーランド（不思議の国）を舞台に、アリスやハートのジャックらの冒険を描く。

## ワンス・アポン・ア・タイム（本家）

### レギュラー・キャラクター

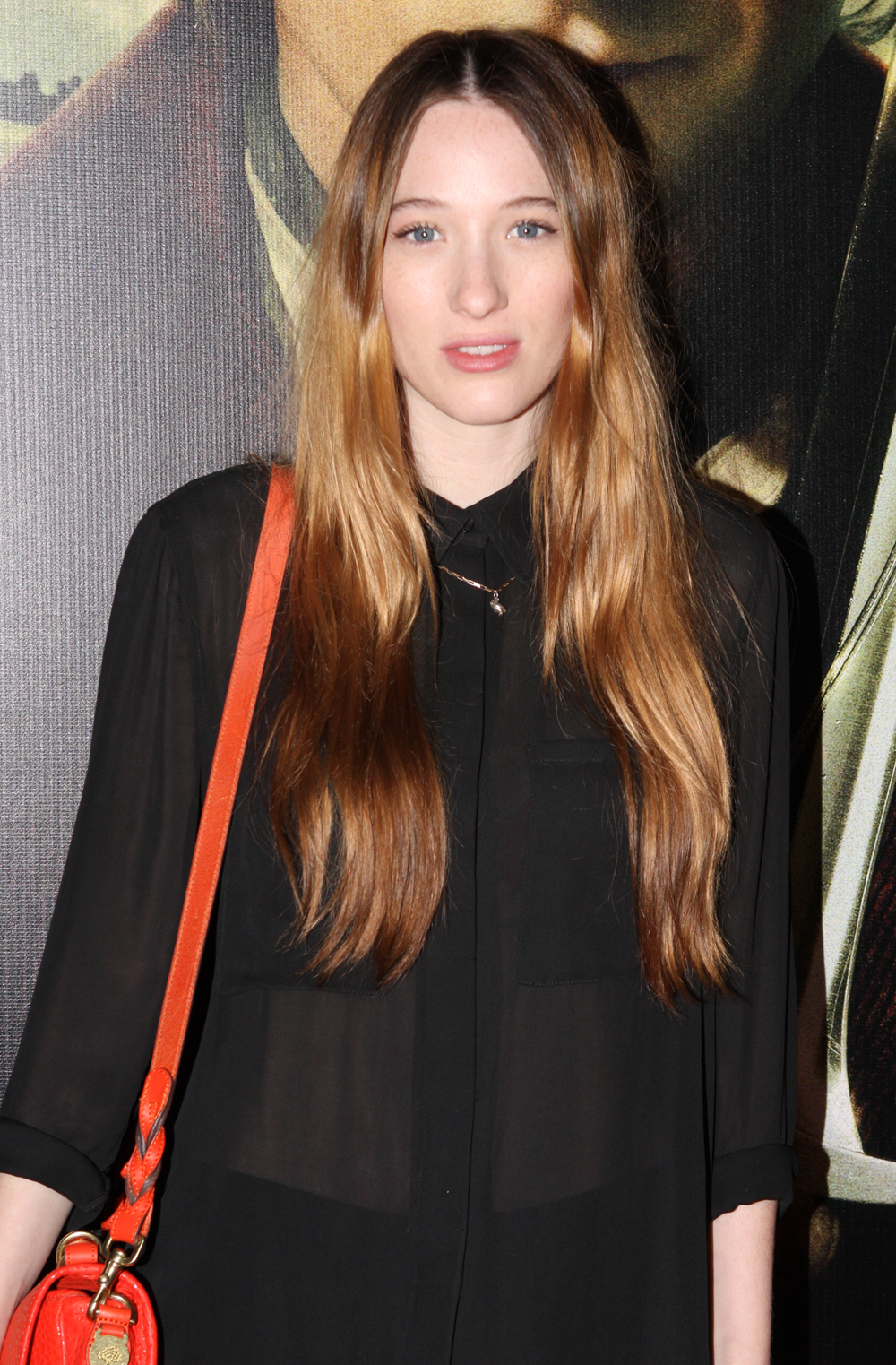
ソフィー・ロウ

| おとぎの世界 | 現実世界                                                           | 俳優 | レギュラー          | ゲストシーズン | 出演話数 | 現状態 |
| --- | ------------------------------------------------------------------ | --- | ------------------- | -------------- | -------- | ------ |
| |                                                                    | |                     |                |          |        |
| N/A | エマ・スワン （Emma Swan）                                         | ジェニファー・モリソン 日本語吹替 - 北西純子 | 1、2、3、4、5、6    | 7              | 88       | 生存   |
| 白雪姫とプリンス・チャーミングの娘。この物語の主人公。悪い女王（レジーナ）がおとぎの国にかけた呪いを解ける唯一の存在「救世主」として、魔法のタンスで現実世界に送られる。現実世界では孤児院で育ち、色々な家族の元を里子として転々とした。28歳の誕生日に自分の息子と名乗るヘンリーがエマを訪ねボストンにやってくる所から、この物語はスタートする。ヘンリーと共に不思議な街「ストーリーブルック」を訪れたエマは、いくつもの数奇な運命に翻弄されながらも、多くの家族・仲間と出会い、親として、人として、救世主として、大きく成長していく。 シーズン1 最初はヘンリーに呪いの話を相手にしていなかったが、後に調子を合わせていく。互いの関係については全く知らずに、メアリー・マーガレット（白雪姫）と共に住むことになる。また、保安官のグラハムに代理を頼まれるが、レジーナによってグラハムの心臓は握り潰され、エマの腕の中で死亡する。保安官のグラハムが死んだ後、レジーナに反抗する住民たちの後押しによって保安官に就任する。キャスリン・ノーラン殺害容疑でメアリー・マーガレットを逮捕することになるが、後にキャスリンが生きていることがわかる。オーガストがストーリブルックにきて、エマの運命を知らせるもヘンリーに自分とレジーナの確執で悩ませたくないと思っていたエマにストーリブルックを去る決心をさせてしまう。しかしながら、レジーナはエマに毒を盛ろうとしたが、ヘンリーが魔法の存在を証明するために自ら毒を取り込む。ようやくヘンリーの言っていたことを信じたエマだったが、ヘンリーは死んでしまった。しかし、エマの真実の愛のキスによりヘンリーは生き返り、同時に呪いが解け住人たちの記憶が戻る。 シーズン2 ようやく家族と一緒になるも、母メアリーとともにポータルに吸い込まれ魔法の森に行ってしまう。オーロラ姫、ムーランと出会い、ストーリブルックに戻る手伝いをしてもらう。エマはゴールドの息子を探す手伝いでマンハッタンを訪れ、ゴールドの息子がヘンリーの父、ニールであることを知る。ストーリーブルックに戻り、グレッグ・メンデルとニールの婚約者タマラの対処を行う。彼らの魔法をなくす計画が明らかになり、エマの懐疑心は正解であったことがわかる。レジーナとともにリセット装置を停止させたが、ヘンリーがグレッグとタマラに誘拐され、ネバーランドに連れ去られる。エマとその両親、レジーナ、フック、ゴールドが救助に向かう。 シーズン3 救助チームは無事に邪悪なピーター・パンからヘンリーを取り戻し、ストーリーブルックに帰還する。しかしながら、ピーター・パンがレジーナが使用したのと同じ呪いをかけようとしたため、エマとヘンリーはストーリーブルックを去ることになる。レジーナがかけていた呪いを解くと、エマとヘンリーはストーリーブルックでの記憶を失い、レジーナが置き換えた過去の記憶を持ち、ニューヨークで生活を送る。1年後、フックがメモリーポーションによりエマの記憶を戻し、ヘンリーとともに家族を救うためストーリーブルックへと戻る。ニールがゴールドに取り込まれ、自身の人格を失っていることを知る。ニールは西の悪い魔女・ゼリーナを倒すため、自分を殺し、父親・ゴールドを自由にしてくれるように頼み、エマはそれを受け入れる。ゼリーナが発生させたタイムポータルに引きずり込まれたことにより、ストーリーブルックが自分の故郷であることを受け入れられる。また、現代へのポータルを開くため、魔力を取り戻す。フックとの交際がスタートするも、過去から死んだはずのメイド・マリアンを現代に連れ帰ってしまったことにより、レジーナとの関係が断絶してしまう。弟のニール・ノーランが誕生する。 シーズン4 エマとレジーナの2人はのちに雪の女王を倒すために友好関係を取り戻す。さらに、エルサのおかげでエマは自分の魔法を制御できるようになる。エルサ、アナ、クリストフがアレンデールに戻る際に、ゴールドが悪に戻ろうとしていることを知る。また、エマはゴールドがフックの心臓を所持していることを知り、それを取り戻す。エマはレジーナが本の作者を探していることを知る。クルエラがヘンリーを誘拐した際、エマ、レジーナ、フックはヘンリーを助けに向かう。アイザックはメアリー・マーガレットとデヴィッドにエマは過去の予言通り悪に染まると告げる。クルエラがヘンリーの頭に銃を突きつけた際、エマは怒りに身を任せ力を使いクルエラを崖から突き落とし死にいたらしめる。メアリー・マーガレットとデヴィッドはそれを止めることができなかった。母の命を救ったことで、エマは両親を許す。悪が放たれた際に、エマは両親にヒーローとして自分を救うように頼み、フックへの愛を宣言し、レジーナを救うために自信を犠牲にした。エマは姿を消し、その場には闇の王 (the Dark One)の短剣が残され、エマは新しい闇の王となる。 シーズン5 闇に呑み込まれぬよう闘うエマは、救いを求めて魔法使いマーリンが居るというキャメロットへ。封印されたマーリンを解放し自分も闇から解放される為に仲間と協力し手を尽くすが、キャメロットの王、アーサーと対立。あと少しの所でフックが瀕死の重症をおい、エマはフックを救う為に闇の力で彼をもう一人の闇王へ変化させる。と同時に自分も完全体の闇王となってしまうが、自分一人で事態を解決する為フックを含む全員の記憶を消したうえでストーリーブルックへ戻り独自に行動を起こす。闇を完全に消滅させるべく画策するが、復活を目論む歴代闇王の思惑も絡み計画は難航。最終的に記憶を取り戻したフックが全ての闇を抱え自分を犠牲にした事でエマは闇から解放されるが、フックは死亡。諦めきれないエマは、仲間達と共にフックを甦らせる為に死者の世界・黄泉の国に向かう。 |                                                                    | |                     |                |          |        |
| |                                                                    | |                     |                |          |        |
| 白雪姫 （Snow White） | メアリー・マーガレット・ブランチャード （Mary Margaret Blanchard） | ジニファー・グッドウィン 日本語吹替 - 小林沙苗 ベイリー・マディソン（少女時代）                                                                                          | 1、2、3、4、5、6    | 7              | 87       | 生存   |
| おとぎの世界・魔法の森のプリンセスであり、レジーナの義娘。本作の主要人物の一人。子供時代に悪気は無いもののレジーナの愛する人を奪い、その後チャーミング王子と恋に落ち結ばれた事から、数奇な運命に巻き込まれていく事となる。エマ・スワンとニール・ノーランの母であり、ヘンリーの祖母である。 シーズン1 若いころ、娘のレジーナを女王にするためにコーラが毒により白雪の母を殺害した。白雪は後に、暴走した馬に乗っているところをレジーナに救われる。このことにより、レジーナは白雪の父と愛のない結婚をすることになる。レジーナは王を殺害したのち、ハンツマンを白雪殺害のために雇った。しかし、ハンツマンは白雪を見逃す。それから、白雪は森で暮らし、デヴィッドに出会いチャーミングというニックネームを付け、さらには盗みを働く。後に2人は恋に落ちるもデヴィッドには婚約者のアビゲイル姫がいた。悪い女王はデヴィッドをとらえ、その命と引き換えに眠りの呪いがかかったリンゴを白雪に食べさせた。チャーミングは牢から脱出し、真実の愛のキスにより白雪を目覚めさせる。2人は後に結婚するが、悪い女王が呪いで幸せを破壊すると宣言する。白雪はエマを出産し、魔法の洋ダンスにいれ、呪いがかかる前に現実世界へ送る。ストーリーブルックでは、メアリー・マーガレット・ブランチャードで、ストーリーブルック小学校でヘンリーの先生をしている。病院でボランティアも行っており、デヴィッド・ノーラン（チャーミング王子）を昏睡状態から目覚めさせ、徐々に恋に落ちていくが、デヴィッドはキャスリン・ノーラン（アビゲイル姫）と結婚していたことがわかる。秘密の関係が始まるも、周りにばれ、デヴィッドの結婚生活は破たんする。このことにより、メアリー・マーガレットは町でつまはじきにされ、さらには偽の証拠が見つかりキャスリン殺害容疑で逮捕されてしまう。後にキャスリンは生きていると判明したが、メアリーとデヴィッドの関係はデヴィッドがメアリーを信じきれないことにより、徐々にたどたどしくなる。デヴィッドはストーリーブルックを離れる決断をするが、呪いが破れ記憶が戻り、もとの関係に戻る。 シーズン2 白雪とデヴィッドはエマを発見したが、メアリーとエマはポータルに飲み込まれ魔法の森に行ってしまう。2人はストーリーブルックに戻ろうとする。レジーナとその母であるコーラがゴールドを殺し力を手に入れようとしているとき、メアリーはコーラがエヴァ王妃を殺害するのに使ったのと同じろうそくを使い、レジーナをだましてコーラを殺害する。メアリーは自分のしたことに耐えられずレジーナに自分を殺すように頼むが、レジーナはそれを拒む。ヘンリーがネバーランドに連れ去られた際、エマ、デヴィッド、レジーナ、ゴールド、フックとともに救出に向かう。 シーズン3 ヘンリーを無事に救出した後、ピーター・パンがレジーナと同じ呪いを使用したことにより、メアリー・マーガレットはエマとヘンリーを除く他の住民とともに魔法の森に戻る。魔法の森に戻ると、白雪は妊娠していることを知るが、西の悪い魔女・ゼリーナがその子供を狙っていることに気付く。白雪とチャーミングは新しい呪いをかけ、エマの元に戻りゼリーナを止めなければならないと気付く。チャーミングは白雪に自分の心臓を使わせたが、白雪がレジーナに頼み白雪の心臓を2つにわけ、白雪とチャーミングに戻した。ゼリーナは呪いに忘れ薬を混ぜ、1年間の記憶を失わせた。1年後エマはストーリーブルックに戻り、白雪の妊娠を知る。ゼリーナは助産師となりその子供を奪おうとするが、ゼリーナは敗れる。メアリーは息子に、ヘンリーの父であり、ルンペルシュティルツキンの息子であるニールにちなみ名前を付けた。メアリー・マーガレットは後に市長となる。 シーズン4 6週間後、メアリー・マーガレットは再び教師となる。メアリーとデヴィッドはクルエラとアースラに過去の秘密を守るように伝える。白雪とチャーミングは過去に悪の女王たちに会っていた。 |                                                                    | |                     |                |          |        |
| |                                                                    | |                     |                |          |        |
| 悪い女王レジーナ （The Evil Queen） | レジーナ・ミルズ (Regina Mills)                                    | ラナ・パリラ 日本語吹替 - 深見梨加 | 1、2、3、4、5、6、7 | N/A            | 86       | 生存   |
| おとぎの世界・魔法の森の女王。本作の主人公の一人。白雪姫をきっかけに最愛の恋人を奪われた復讐心から魔法の森に呪いをかけ、現実世界にストーリーブルックという街を作りだす。魔法の森の住人の記憶を奪った上でストーリーブルックに閉じ込め、自身は街の町長として実質的支配者となる。失った愛を埋めるためにエマの実子であるヘンリーを養子に迎えたことがこの物語の発端であり、ストーリーが進むにつれて彼女が様々な経験を通し人間として大きく成長・変化していく過程が、シリーズの大きな核ともなっている。コーラの娘であり、西の悪い魔女・ゼリーナの妹である。 シーズン1 若い頃、レジーナの母はレジーナの最初の恋人・ダニエルを2人が逃亡するのを防ぐために殺害し、レジーナをレオポルド王と結婚させた。白雪がレジーナの考えをコーラに暴露したことをしったレジーナは、白雪の幸せを壊してやると宣言する。レジーナはルンペルシュティルツキンと出会い、魔法を教わり、コーラを姿鏡でワンダーランドに送ることに成功する。愛のない結婚生活にうんざりしたレジーナはジーニーを使い王を殺害し、レオポルドの領地を統治し、悪い女王として知られるようになる。後に、コーラの行動によりコーラは相続人を欲しているとしり、レジーナは自ら不妊薬を飲む。大人になった白雪とチャーミングが王国を取り戻すため、レジーナを罰したが、ルンペルシュティルツキンがレジーナに父を殺させ、自分の呪いを発動させ、すべての人を現実世界に連れて行ってしまう。ストーリーブルックでは、レジーナは町長である。ゴールドの助けで、ヘンリーという養子を迎える。この時は、どのような関係かは知らなかった。ヘンリーが町には呪いがかかっているというのをやめさせるため、レジーナはヘンリーをアーチー・ホッパー先生のカウンセリングに通わせる。レジーナはグレアム保安官と男女の関係にあったが、破局した際に、レジーナはグレアムの心臓を握りつぶしてしまう。レジーナとルンペルシュティルツキンの力の争いはストールーブルックでも続いており、しばしば争っていた。レジーナはゴールドに気付かれないように、彼の真に愛する人であるベルを捕まえ、ベルは死んだと伝えた。レジーナはデヴィッド・ノーランとメアリー・マーガレット・ブランチャードとの関係をメアリーをキャスリン・ノーラン殺害の犯人に仕立て上げることで、阻もうとしていた。ヘンリーの生みの親であるエマ・スワンがストーリーブルックに来た際、レジーナは必死にヘンリーに近づけないようにし、エマに毒を盛ろうとしていたしかしながら、ヘンリーは自分の意志で呪いを代わりに浴び、死んでしまう。そのことでエマはヘンリーの言っていたことを信じ、真実の愛のキスでヘンリーを目覚めさせると同時に、呪いを破る。 シーズン2 レジーナの母がストーリーブルックに現れた際、コーラはレジーナを闇の王の短剣を力を手に入れるために、奪うよう説得する。しかし、コーラはゴールドを守る戦いで死亡する。グレッグとタマラの計画をエマとレジーナが阻止した後ネバーランドに誘拐されたヘンリーを、エマ、メアリー、デヴィッド、ゴールド、フックとともに救助に向かう。 シーズン3 無事にヘンリーを救出した一向はストーリーブルックに戻る。しかし、ピーター・パンが呪いを発動したことにより、もとの呪いを解かなければならなくなり、エマとヘンリーを除くほかの住民とともにレジーナは魔法の森に戻る。魔法の森に戻ったレジーナはメアリー・マーガレットとロビン・フッドに前を向くように言われるが、ヘンリーを失ったことに折り合いを付けられずにいた。レジーナはそのあとすぐに、西の悪い魔女・ゼリーナが異父姉妹であることを知る。ゼリーナの脅威からみんなを守るため、レジーナは白雪とデヴィッドがストーリーブルックに戻るために新たな呪いを発動するのを手助けする。ゼリーナが忘れ薬を混入したため、1年間の記憶を失って、記憶のないヘンリーと直面する。ヘンリーの本がヘンリーの記憶を元に戻し、レジーナの真実の愛のキスにより呪いは解け、住人達は記憶を取り戻す。レジーナはロビン・フッドとかかわり、やがて恋へと発展し、後に彼がソウルメイトであると知る。ゼリーナはレジーナの心臓を過去を変えるための計画に必要な材料として手に入れる。しかし、レジーナが光の力を手に入れたことでゼリーナは敗れる。エマとフックがゼリーナのタイムポータルから戻ってきたときに、2人がロビン・フッドの死んだ妻であるメイド・マリアンを連れ帰ってしまう。このことで、ロビンとの関係は終わりを迎えてしまう。 シーズン4 雪の女王により、マリアンが氷漬けにされたさいにレジーナはロビンを助けマリアンを治療する方法をさがし、その間心臓を抜き取っておき氷づいて死ぬのを防いだ。その一方でレジーナとヘンリーは本に描かれている出来事が悩みの原因であると本の著者を探す。のちに、レジーナは氷の化け物を倒し、エマのことも許す。さらには、魔法の制御ができず逃げ出したエマの捜索の手助けも行う。雪の女王を倒した後、レジーナはマリアンの心臓を元に戻すが、呪いがまだ効いていることがわかる。レジーナはマリアンとロビン・フッドそしてその息子のローランドはストーリーブルックを去るべきであると気づく。レジーナはヘンリーからほんの作者はストーリーブルックにいるのではないかと聞かされる。レジーナは再び市長になるが、その時から著者探しに執着し、ゴールド、マレフィセント、アースラ、クルエラに協力するふりをするが、ゴールドに裏切り者であるとばれてしまう。その後、ゼリーナは生きており、ロビン・フッドを奪おうとしているという恐喝を受ける。結果として、ゴールドのエマを悪に染める計画に従わざるしかない状態になる。エマとレジーナはリリー探しに出て、ゼリーナからロビンを救う。エマ、レジーナ、ロビン、ローランド、ゼリーナはストーリブルックに戻る。レジーナはゼリーナを精神病院に隔離する。レジーナが著者に代替のページを見せると、著者はインクを作るには救世主の悪が必要であると告げる。レジーナはリリーの手を刺し、それを手にいれる。レジーナと著者はゼリーナに面会する。レジーナは著者にゼリーナを消させると告げるが、結果としてゼリーナを生かしておくことを決める。 |                                                                    | |                     |                |          |        |
| |                                                                    | |                     |                |          |        |
| チャーミング王子 （Prince Charming） | デヴィッド・ノーラン (David Nolan)                                 | ジョシュ・ダラス 日本語吹替 - 花輪英司 | 1、2、3、4、5、6    | 7              | 85       | 生存   |
| デヴィッド王子は白雪の真実の愛の相手であり、エマ・スワン、ニール・ノーランの父。ヘンリーの祖父である。死亡した双子の兄の代わりに一国の王子となり、白雪姫と恋に落ちたことから数奇な運命に巻き込まれていくこととなる。 シーズン1 デヴィッドは元々貧しい羊飼いであった。彼の双子の兄弟ジェームズはルンペルシュティルツキンにより、ジョージ王の養子となっていた。ジェームズが死亡した際、デヴィッドは母・ルースの牧場を守るためにジェームズに成り代わる。ミダース王はデヴィッドを娘のアビゲイルと結婚させ、王国のつながりを強固にしようとした。しかし、デヴィッドは愛ある結婚を望んでいた。そんなデヴィッドに対しジョージ王は断れば母親を殺すと脅した。結婚前に彼はチャーミングという愛称を付けた白雪と恋に落ち、2人で逃亡を図る。ジョージ王の度重なる妨害の後、デヴィッドはレジーナが白雪を脅して眠りの呪いのかかったリンゴを食べさせるために捕縛される。デヴィッドは白雪を目覚めさせ、2人は結婚する。そして、レジーナが呪いで幸せを破壊すると宣言する。ルンペルシュティルツキンが彼らに28年後彼らの子供が呪いを破ると告げる。デヴィッドは女王の兵に負傷させられる前にエマを生まれてすぐ呪いがかかる前に魔法の洋ダンスに入れて守った。ストーリーブルックではジョン・ドゥとして初登場し、身元不明人であった。メアリーが話の読み聞かせをしたところ目を覚ます。その後彼の妻キャスリンと暮らしだし、デヴィッド・ノーランであるとわかる。彼は記憶喪失になっており、キャスリンとの偽の生活を思い出せないでいた。彼はメアリーと恋に落ち、メアリーとの付き合いをはじめキャスリンとの結婚生活は破たんする。しかし、メアリーはレジーナとゴールドの画策により殺人犯として逮捕されてしまう。デヴィッドは白雪を疑っていた。キャスリンが生きていると判明したが、メアリーとの関係はこじれていく。デヴィッドはボストン行を決意する。その直後に呪いが破られ白雪とエマと再会する。 シーズン2 デヴィッドはクイ・シェンをポータルを使いストーリーブルックに送る計画に賛成するも、そのポータルにメアリーとエマが引き込まれてしまう。メアリーとエマがいない間デヴィッドがヘンリーの世話をする。作戦が失敗に終わったことで、デヴィッドは眠りの呪いを使いメアリーと会話することに成功する。彼は2人が帰ってきた後、真実の愛のキスにより目を覚ます。ヘンリーがさらわれた際には、メアリー、エマ、レジーナ、ゴールド、フックとともにネバーランドへ救出に向かう。 シーズン3 ネバーランドでデヴィッドはドリームシェイドの毒を受けてしまう。フックが応急処置を行い、一向は無事にストールーブルックに戻る。その後、ゴールドにより完治してもらう。ピーター・パンがレジーナと同じ呪いを使用したことにより、デヴィッドはエマとヘンリーを除く他の住民とともに魔法の森に戻る。魔法の森に戻ると、デヴィッドは白雪が妊娠していることを知るが、西の悪い魔女・ゼリーナがその子供を狙っていることを知る。白雪とチャーミングは新しい呪いをかけ、エマの元に戻りゼリーナを止めなければならないと気付く。チャーミングは白雪に自分の心臓を使わせたが、白雪がレジーナに頼み白雪の心臓を2つにわけ、白雪とチャーミングに戻した。ゼリーナは呪いに忘れ薬を混ぜ、1年間の記憶を失わせた。1年後エマはストーリーブルックに戻り、白雪の妊娠を知る。ゼリーナは助産師に成りすまして近づき、デヴィッドの勇気の印を盗むが、ゼリーナは最終的に敗れる。その後、生まれた子はヘンリーの父であり、ルンペルシュティルツキンの息子であるニールにちなみ名前を付けた。 シーズン4 6週間後、現れたクルエラとアースラにメアリーとデヴィッドは過去の秘密を守るように伝える。白雪とチャーミングは過去に悪の女王たちに会っていた。 |                                                                    | |                     |                |          |        |
| |                                                                    | |                     |                |          |        |
| N/A | ヘンリー・ミルズ （Henry Mills）                                   | ジャレッド・S・ギルモア 日本語吹替 - 末本眞央（第1シーズン） 滝沢聖波（第2シーズン）                                                                                     | 1、2、3、4、5、6    | 7              | 84       | 生存   |
| ヘンリー・ダニエル・ミルズはエマ・スワンとニール・キャシディの息子であり、生まれてすぐに養子に出される。また、白雪姫、チャーミング王子、ルンペルシュティルツキンの孫であり、ルンペルシュティルツキンの父であるピーター・パンのひ孫である。ゴールドの仲介でレジーナ・ミルズ(悪い女王)の養子となった。名前は悪い女王の愛した父親と同じ。 シーズン1 成長したヘンリーは彼の小学校の先生であるメアリー・マーガレットからおとぎ話の本をもらい、自分だけが年をとっていることに気づき、ストーリーブルックの住人たちがその本に登場するキャラクターであることを知る。レジーナの正体に気づいたヘンリーは、レジーナとの関係がぎくしゃくする。レジーナは呪いなどという妄信を終わらせるためホッパー先生のカウンセリングにヘンリーを通わせる。呪いを破りたいヘンリーは産みの親であるエマ・スワンをボストンで見つけ、ストーリーブルックに連れていく。そしてついにレジーナがエマに差し向けた眠りの呪いにより呪いの存在をエマに納得させる。しかし、それにより死の危機に陥る。エマの真実の愛のキスにより目を覚まし、同時に呪いも解ける。 シーズン2 エマとメアリーはデヴィッドにヘンリーの世話を任せ、ポータルに吸い込まれる。レジーナの母コーラの死によりレジーナがメアリーへの復讐を決意したため、ヘンリーはストーリーブルックから魔法を失くす方法を考える。グレッグ・メンデルとタマラが発動したストーリーブルックを破壊するトリガーをエマとレジーナが破壊している間に、ヘンリーはグレッグとタマラにより拉致され、ネバーランドへと連れて行かれる。 シーズン3 ネバーランドはピーター・パンが支配する島で、真に信ずる者の心臓をもつものとしてヘンリーを求めていたことがわかる。パンはネバーランドを守るためだと嘘をつきヘンリーの心臓を手に入れ自分に取り入れることに成功する。ヘンリーの心臓はレジーナによって取り戻され、一命を取り留める。パンはストーリーブルックでヘンリーと体を入れ替え、最初の呪い(レジーナがかけたもの)をかける計画を進める。この呪いによりヘンリーとエマはストーリブルックを離れることを余儀なくされる。レジーナは自分のかけた呪いを解き、ヘンリーとエマの2人に新しい幸せな記憶をプレゼントした。ヘンリーの記憶は書き換えられ、養子に出されずに、エマとニューヨークで育ったという記憶になる。1年後フックがエマに記憶を元に戻したことで、エマは家族を救うためヘンリーとともにストーリーブルックに戻る。ヘンリーは記憶がないため、記憶が元に戻るまで混乱し、エマの決断に疑問を持っていた。 シーズン4 ヘンリーはレジーナが本の著者を探すのを手伝う。雪の女王のせいで自分の魔法が制御できなくなってしまったエマを落ち着かせようとするも、負傷してしまう。メアリー、デヴィッド、レジーナらとともにエマの捜索を行う。捜索後、エマの魔法制御の成果を見ているころ、雪の女王は呪いの発動を決意。その呪いの影響からヘンリーを守るため、レジーナはヘンリーをオフィスにて匿う。呪いが解かれた後、ヘンリーはエマとレジーナにゴールドとベルがハネムーンに訪れた家で見つけた空白の本だらけの部屋を見せる。 |                                                                    | |                     |                |          |        |
| |                                                                    | |                     |                |          |        |
| ルンペルシュティルツキン （Rumplestiltskin） | ミスター・ゴールド （Mr. Gold）                                    | ロバート・カーライル 日本語吹替 - 家中宏 | 1、2、3、4、5、6、7 | N/A            | 79       | 生存   |
| 単にルンペル（Rumple）、あるいは野獣 (the Beast) やワニ（the Crocodile）と呼ばれることもある。歴代闇の王の一人。元は貧しい紡ぎ手だった。オーガ戦争に徴兵されるが、生まれたばかりの息子に会うためにわざと脚を骨折して戦線離脱し、臆病者の烙印を押される。妻ミラにも愛想を突かれ、海賊のジョーンズ船長と駆け落ちされてしまう。息子ベルファイアも徴兵されそうになると、それを防ぐために闇の王（the Dark One）と呼ばれる強大な悪の魔法使いを倒してその後継者となる。その際、皮膚が爬虫類のように変貌する。後に、予知能力も手に入れる。魔法や魔法薬、あるいは魔法がかかった道具を取引に用いるが、その「どんな魔法にも対価がつきもの（All magic comes with a price.）」という口癖通り、彼との契約には必ず大きな代償が伴う。しかも、ジョージ王の国に経済危機が訪れるように仕向けるなど、将来の取引のための伏線も随所に引く。コーラやレジーナに魔法の手ほどきをし、心臓を掴み出して相手を操る術も伝授する。息子ベイが「元のパパに戻って欲しい」という願いから、魔法のない世界に行こうと魔法の豆を使ってポータルを開くが、ルンペルシュティルツキンは魔法を捨てきれずに居残り、別れ別れになる。取引の代償にメイドとして使っていたベルと恋に落ち、キスしたことによって普通の人間に戻りかけるが、彼女がレジーナのスパイだという猜疑心を抱き、追放する。レジーナからベルが死んだと聞かされ、彼女がうっかり割ってしまったティーカップを形見として大切に保管する。現実世界に行くための魔法を編み出すと、自分では使わず、レジーナと取引する。その条件とは、自分を裕福にしてくれることと、「頼む（Please.）」と言ったら必ず頼みごとを聞いてくれることである。スノーとチャーミングから入手した髪の毛を合わせて「真の愛」の魔法薬を作り、マレフィセントの腹中に隠す。 ストーリーブルックでは、街一番の金持ちで、街の不動産の大部分を所有しており、家賃の取立てに容赦がない。質屋も経営している。店にはさまざまなアイテム（おとぎの世界で入手したものも含む）が置いてあり、さまざまな取引に対応する。レジーナと対立してエマやスノーの味方をすることもあるが、それには必ず策略が伴う。ルンペルシュティルツキンとしての記憶は無いかに見えたが、レジーナに尋ねられると、覚えていることを認める。レジーナの呪いが解けるとほぼ同時に「真の愛」の魔法薬を井戸に投げ入れ、魔法をストーリーブルックにもたらす。 第2シーズン終盤、成長したベルファイアと再会すると同時にヘンリーが自分の孫だったと知る。 |                                                                    | |                     |                |          |        |
| |                                                                    | |                     |                |          |        |
| ジミニー・クリケット （Jiminy Cricket） | アーチー・ホッパー （Dr. Archie Hopper）                           | ラファエル・スバージ 日本語吹替 - 多田野曜平 モーガン・ロフ（ティーン時代） アダム・ヤング（少年時代）                                                                   | 1                   | 2、3、4、6     | 25       | 生存   |
| 正直者として生きたいと思うあまり、詐欺師の両親から自由になるための魔法薬をルンペルシュティルツキンから得る。薬を間違って別の夫婦にあげたところ、人形に変わってしまう。その償いをしたいと、星に願いをかけると、ブルー・フェアリーが現れてコオロギの姿に変えてくれ、夫婦の息子ゼペットを導くことになる。 ストーリーブルックでは、心理カウンセラー。マルコと仲が良い。愛犬ポンゴを散歩させるのが日課で、外出時には常に傘を持っていく。レジーナの指示により、嫌々ながらも、ヘンリーに”呪いの魔法”など有り得ないと説得しようとするが、後に「息子さんのカウンセリングに口を出し過ぎるのは母親として失格です」と対抗する。催眠療法により、デヴィッドが記憶を取り戻す手伝いをする。その後も貴重な町のカウンセラー・良心として、所々で登場。 |                                                                    | |                     |                |          |        |
| |                                                                    | |                     |                |          |        |
| ザ・ハンツマン （The Huntsman） | グレアム・ハンバート保安官 （Sheriff Graham Humbert）              | ジェイミー・ドーナン 日本語吹替 - 津田健次郎 | 1                   | 2              | 9        | 死亡   |
| 本名不明。スノー討伐のためにレジーナ女王に雇われた腕利きのバウンティハンター。狼に育てられた。スノーを見つけるが、その心の正しさに免じて逃がしたため、怒ったレジーナに心臓を抜き取られる。囚われていたチャーミングの脱出を助けるが、自分自身はレジーナに命を握られているために逃げられない。 ストーリーブルックでは、保安官。エマを部下として雇う。レジーナの愛人でもあるが、愛情があるわけではなく、エマに惹かれるようになる。エマにキスした途端、ザ・ハンツマンとしての記憶が蘇るが、レジーナが密かに保管していた心臓を握りつぶされて死ぬ。 |                                                                    | |                     |                |          |        |
| |                                                                    | |                     |                |          |        |
| ピノキオ （Pinocchio） | オーガスト・W・ブース （August W. Booth）                          | アイオン・ベイリー 日本語吹替 - 坂詰貴之 ジェイコブ・デイヴィーズ（少年時代） 日本語吹替 - 佐藤瑠生亮                                                                    | 1                   | 2、4、6        | 21       | 生存   |
| ゼペットによって作られた木の人形で、ブルー・フェアリーによって命を吹き込まれた。モンストロからゼペットを救った褒美として人間の男の子にしてもらい、「勇敢で正直で良い子でいる限り、人間のままでいられる」と約束される。呪いが発動される寸前、救世主となるはずのエマを託され、現実世界に行く。 現実世界では、エマを孤児院に預けるが、自分はそこに残らず、世界を旅しながら気ままな人生を過ごす。呪いの影響を受けなかったため、ピノキオとしての記憶が残っており、普通の人間と同じように成長する。2001年、泥棒仲間で恋人のエマと落ち合う手はずになっていたニールに「君がベルファイアだということは知っている。エマの宿命の邪魔にならないように別れろ」と指示する。 2011年、ストーリーブルックの時計台の針が動き出すと同時に身体が木に戻り始める。香港でザ・ドラゴン（the Dragon）と呼ばれる、「何でも治す」という評判の老人から万能薬を買うため、やはりザ・ドラゴンに救いを求めに来ていた癌患者のタマラから金を盗む。薬を買った後、タマラに追いつかれ、薬を取られてしまう。その後、ニューヨークに立ち寄ってニールと再会し、「これから、エマに呪いを解いてもらうためにストーリーブルックに行く」と告げる。そして、ストーリーブルックに現れ、マルコの助手をしばらく務めるが、身体が次第に硬直して動くのが困難になり、森の奥で1人暮らしをするようになる。タマラが街に来ているのを知り、エマに警告しようとしたところで殺される。ブルー・フェアリーによって人間の男の子として蘇らせてもらうが、記憶も28年前にリセットされる。シーズン4ではゴールドによって大人の姿に戻される。さらには木の人形に戻され脅迫を受け、彼の計画に利用されそうになるがエマ達に救われる。エマとは共に似た境遇を辿っていることから、過去の遺恨を越え強い友情で結ばれていた。 登場回数はそれほど多くないが、シリーズの根幹のテーマに非常に関わりの深い人物であり、特にエマの人格形成・運命のターニングポイントに大きな影響を与えている。 |                                                                    | |                     |                |          |        |
| |                                                                    | |                     |                |          |        |
| 赤ずきん （Red Riding Hood） | ルビー （Ruby）                                                    | ミーガン・オリー 日本語吹替 - 志田有彩 | 2                   | 1、3、5        | 35       | 生存   |
| 通称はレッド（Red）。先祖代々の人狼で、狼に変わるのを予防するために赤い魔法のクロークを着せられていたが、本人は全く知らなかった。逃亡中のスノウと知り合い、仲間になる。恋人のピーターが世間を騒がせている狼なのではないかと思い、チェーンで繋いだ上で一晩一緒にいてあげるが、気が付いたら自分が狼になってピーターを殺してしまっていた。後に、逃亡中のチャーミングを助ける。 ストーリーブルックでは祖母が経営するレストランのウェイトレス。露出度の高い服装で男性客に色目を使う。祖母に反抗的で街を出たいとまで思っていたが、やがて理解し合い、服装の露出度も下がる。匂いに敏感で、人や物を探すのが得意。一時期、保安官事務所でエマの助手を務め、キャスリンのものらしき心臓を見つける。 その後も時には狼の力を使いながら常にエマやスノウ達をフォローし、スノウの親友、そしてメインキャラクターの仲間の一人として出演していたが、シーズン3より徐々に出演数が減少。シーズン4から完全にフェードアウトとなるも、シーズン5で再登場。自分の仲間を探す為魔法の豆を使い独りで魔法の森に戻り、ダンブロッホに辿り着いていた事が判明する。 |                                                                    | |                     |                |          |        |
| |                                                                    | |                     |                |          |        |
| ベル （Belle） | レイシー （Lacey）                                                 | エミリー・デ・レイヴィン 日本語吹替 - 東條加那子 | 2、3、4、5、6       | 1、7           | 52       | 生存   |
| 心正しく優しい娘。家族と村をオーガから守ってもらうという条件で、ルンペルシュティルツキンの屋敷にメイドとして仕える。仕事がない時には読書をして過ごす。魔法の杖を盗むために侵入したロビン・フッドが捕えられて拷問にかけられているのを見かね、逃がしてあげる。残虐非道だとされるルンペルシュティルツキンにも良心があると信じ、やがて愛し合うようになるが、レジーナの口車に乗ってルンペルシュティルツキンを人間に戻そうとしたことから怒りを買って追放される。その後、レジーナがルンペルシュティルツキンに「ベルは死んだ」と嘘をつく。 ストーリーブルックでは姿が見えず、ゴールドも彼女は死んだものとあきらめていたが、実はレジーナによって28年間ずっと閉鎖病棟に幽閉されていた。解放後、図書館に勤めるようになる。呪いの解除によって記憶が戻った後はミスター・ゴールドことルンペルシュティルツキンと再び愛し合うようになるが、街の境界線の外に出てしまったために再び記憶を失う。その後、レジーナの魔法によってレイシーという遊び人の人格・記憶を与えられる。ベルとしてはゴールドの良心を引き出せる存在だったが、レイシーとしては逆にゴールドの暗い部分を表出させることになる。ストーリーブルックが”自爆装置”で今まさに消滅しようという時、ブルー・フェアリーが調合した魔法薬を飲み、全てを思い出す。 |                                                                    | |                     |                |          |        |
| |                                                                    | |                     |                |          |        |
| キリアン・ジョーンズ船長 フック船長 | N/A                                                                | コリン・オドナヒュー 日本語吹替 - 土田大 | 2、3、4、5、6、7    | N/A            | 59       | 生存   |
| キリアン・ジョーンズは海賊であるが、昔は兄とともに王に仕えていた。「万能薬草”ドリームシェイド”を入手せよ」という王の命令を受け、兄のシリアン・ジョーンズ船長が率いるジュエル・オブ・ザ・レアルム号（the Jewel of the Realm）でネバーランドに旅立つ。ピーター・パンにドリームシェイドには毒があると聞かされ、命令に従うことをためらう。しかし、頑固な兄はキリアンをジョリー・ロジャーの船長に任命し、そのドリームシェイドの毒により死亡する。しばらくして、キリアンはルンペルシュティルツキンの妻、ミラをものにする。そのことで起こるルンペルシュティルツキンとの戦いで腕を切られ、代わりにフックを装着する。これがフック船長の所以となる。フックが再びネバーランドに向かうと、ルンペルシュティルツキンと別れ別れとなったベルファイアと出会い、世話をすることとなる。最初はベイに対し非友好的な態度を取っていたが、ベイの母がミラであることがわかり態度を変える。その後、フックはベイをピーター・パンの手下であるロスト・ボーイズに引き渡す。ネバーランドへの航海から戻った後、レジーナに雇われてコーラを殺すために不思議の国に行く。コーラことハートの女王の胸をフックで一突きにするが、そこには心臓がなかったためコーラを殺すことができず、逆に仲間になって一緒に魔法の森に戻る。呪いのさいには、コーラの魔法により魔法の森の一部とともに28年間時が止まる。 シーズン2 魔法の豆を使いフックはコーラとともにストーリーブルックに行く。ゴールドが記憶を失わずにストーリーブルックを離れる方法を発見した際、フックはゴールドの愛するベルを撃ち、町の境界線を越えさせ記憶を失わせる。ゴールドがベルファイアを探しにマンハッタンに向かうと、追いかけゴールドに毒を盛る。しかし、そこでニール・キャシディ（ベルファイア）の恋人であるタマラによって捕らえられ、タマラとグレッグ・メンデルのストーリーブルック破壊計画に利用されることとなる。一度は奪った魔法の豆で一人でストーリーブルックを出ようとするが、ヘンリーを救出しようとする、エマ、メアリー、デヴィット、レジーナ、ゴールドに協力する。 シーズン3 ネバーランドでは救助チームの先導をとり、無事にヘンリーをパーター・パンから救出し、ストーリーブルックに戻る。そこでピーター・パンが呪いを発動する。フックは他の住人とともに元の世界に戻る。エマとヘンリーは新しい記憶とともにニューヨークへと逃れる。1年後、フックはニューヨークに行き、ポーションによりエマの記憶を取り戻し、西の悪い魔女・ゼリーナの呪いを打ち破るべくエマとヘンリーとともにストーリーブルックに向かう。エマとフックがゼリーナにより作られたタイムポータルに引き込まれた後、エマの力により元の世界に戻り、エマとフックは付き合い始める。 シーズン4 フックのエマに対する愛はゴールドが未だに短剣を所持し、何も変わっていないことがわかった後に試されることとなる。後に、エマから力を奪い去ろうとするゴールドの計画を阻止しようとし、フックは心臓を抜き取られ、ゴールドが欲しいものを手にいれるために操られる。雪の女王の呪いを阻止しようとしていた妖精たちの力を魔法使いの帽子により奪うように命令される。それによりゴールドは短剣から自由になるのに十分な力を手にいれることができる。心臓を奪われているため、フックはゴールドの言うとおりに妖精たちを魔法の帽子に捕らえる。エマ、エルサ、アナ、クリストフがその場に来るとカウンターの背後に隠れ、雪の女王の仕業だと思わせた。役目を果たし、ゴールドに帽子を渡すと、翌朝までにすべての準備が整い、フックを殺すので人生最後の日を好きな場所で過ごせと言われる。ストーリーブルックを雪の女王の呪いが包み込む前にフックはエマに別れをつげ、波止場で自身を拘束する。呪いが広がると、稲妻が走り、鏡のかけらが降り注いだ。呪いが止められた後、ゴールドは短剣から自由になるためにフックを殺そうとするもベルにより阻止される。そして、エマにより心臓が戻される。6ヶ月後、フックはベルと友達になっており、一緒に妖精たちを帽子から解放する方法を探す。悪い女王たちとゴールドがストーリーブルックに戻ってくると、エマに何かが起こるのではないかと心配する。なぜなら、自分はヴィランであり、ヴィランはハッピーエンドは得られない、そしてエマは自分にとってのハッピーエンドであるから。ゴールドのエマを悪に染める計画を知り、何が何でも愛する人を守ると誓う。 |                                                                    | |                     |                |          |        |
| |                                                                    | |                     |                |          |        |
| ベルファイア （Baelfire） | ニール・キャシディ （Neal Cassidy）                                | マイケル・レイモンド＝ジェームズ 日本語吹替 - 神奈延年 ディラン・シュミッド（少年時代） 日本語吹替 - 村瀬歩 セバスチャン・ウィルキンソン（幼少期） 日本語吹替 - 冨田泰代 | 3                   | 1、2、5        | 29       | 死亡   |
| 通称はベイ（Baelfire）。ルンペルシュティルツキンの息子。父から、母ミラは海賊に殺されたと思い込まされる。魔法のせいで父がすっかり変わってしまったことから、「魔法のない世界」に行こうと、ブルー・フェアリーから魔法の豆を入手してポータルを開く。だが、父は着いて来てくれず、1人でヴィクトリア朝のロンドンに到着する。空腹で困っているところをウェンディとその家族に助けてもらう。”空飛ぶ影”に拉致されそうになったウェンディの弟たちの身代わりとなるが、ネバーランド近くまで飛んで行ったところで振り切り、海に落ちる。フック船長に拾われてしばらく匿ってもらうが、結局、ネバーランドに引き渡されてしまう。 最終的にどうやって現代の現実世界に来たのかは第2シーズン終了時点では不明だが、ニールという名前を用い、泥棒稼業に明け暮れていた。やはり泥棒だったエマと知り合い、パートナーとして行動するようになる。しかし、自分の正体を知るオーガストに「エマの宿命の妨げになってはならない」と警告され、エマの元を去る。2012年にはニューヨークに住んでいたが、自分を捜し求めるゴールドとともに現れたエマと11年ぶりに再会し、息子のヘンリーとも初対面となる。ヘンリーとの時間を過ごすため、ストーリーブルックに同行し、婚約者のタマラも呼び寄せる。だが、タマラに撃たれ、瀕死の状態でまたもやポータルに吸い込まれてしまう。その後、おとぎの世界の海辺で倒れていたところをフィリップ、オーロラ、ムーランの一行に発見される。ネバーランドでエマ達と合流し、自分の命と引き換えにピーター・パンを倒すルンペルを見てようやく和解を果たし、父親を復活させようと奮闘する。最後はゼリーナの策略もあり、父親を救った代償として命を落とすこととなった。彼の死はエマ、ヘンリー、ルンペルに大きなショックと影響を与えることになる。 シーズン5では黄泉の国に向かうエマの前に幻として登場。再会を喜びあったうえで、黄泉の国へ行かないよう警告する。 |                                                                    | |                     |                |          |        |
| |                                                                    | |                     |                |          |        |
| ハートのジャック ウィル・スカーレット | N/A                                                                | マイケル・ソーチャ 日本語吹替 - 稲垣拓也 | 4                   | N/A            | 15       | 生存   |
| ウィル・スカーレットはペネロープ・スカーレットの兄弟であり、アナスタシアの真実の愛の相手である。彼はオズに姉のペネロープと暮らしている。彼女が溺死した際、彼は落ち込み、心痛に耐えられなくなった。ロビン・フッドがルンペルシュティルツキンに渡すエリクサーを手に入れにオズに旅した際、ロビンはウィルに協力を求める。少しして、ウィルは魔法の森を旅した際に、アナスタシアと恋に落ちる。彼は義賊の一員になる。マレフィセントから鏡を盗み、アナスタシアとともによりよい生活を求めてワンダーランドに旅をする。 しばらくして、ウィルは白雪が使った呪いによりストーリーブルックに戻される。彼はロビンに会い、過去の行動について謝罪する。ロビンがレジーナに協力を頼まれた際に、ウィルはロビンとともに作者探しを行う。イングリッドが呪いをかけた際、フックと戦う。呪いが解けると普通に生活を続ける。 アナスタシアに何が起こったかは描かれていない。しかし、尋ねられた際、ウィルはロビンに「死んだ」と伝えた。彼は当初とても落ち込み、常に酔っ払っていたが、イングリッドの呪いの後、その生活を止める。6ヶ月後、素面のウィルはベルと気の合うものとして付き合いを始める。ウィルはゴールドがマレフィセントの気をそらしている間に、ベルの心臓をレジーナの事務所から取り戻すのに利用される。ウィルとゴールドはベルの心臓を取り戻す。ヘンリーがアイザックのしたことを無効化しゴールドの体調が悪化したさい、ベルはウィルと恋に落ちていないことを認める。スピンオフの「ワンス・アポン・ア・タイム・イン・ワンダーランド」では準主役として最後まで活躍。本編で語られていないロビンとの別離のシーン等も描かれた。 |                                                                    | |                     |                |          |        |
| |                                                                    | |                     |                |          |        |
| ロビン・フッド （Robin Hood） | N/A                                                                | トム・エリス（第2シーズン） ショーン・マグワイア（第3、4シーズン） 日本語吹替 - 白熊寛嗣                                                                                 | 5                   | 2、3、4 、6    | 27       | 死亡   |
| ロビン・フッドは弓の名手で義賊である。また、ローランドの父親である。盗人になる前は酒場の主人であったがノッティンガムの保安官による取り上げに直面する。その際に、ロビンはルンペルシュティルツキンとやりとりをし、オズからエリクサーを取ってくることになるが、マリアンへのペンダントを持って戻って来る。ロビンの友人が保安官に対して机をひっくり返し、ロビンは盗人の頭となり、町の人に金をまく。 昔、ウィル・スカーレットはロビンのグループの一員であり、彼がロビンをマレフィセントの隠れ家となっていた城に連れて行った。マレフィセントが鏡を盗まれたことに気づき、マレフィセントの声がロビンらのキャンプファイアーまで聞こえた後、ロビンは命令に従わずマレフィセントのものを盗んだのは誰なのか尋ねる。ロビンはウィルが窃盗を行い、次の朝にグループを離れることを知り、ロビンはウィルの幸運が続くことを願った。2人は後にオズで出会う。このとき、ロビンのポータルが守衛の上に出現し、ウィルが自由になる。ロビンはエリクサーとペンダントを手に入れゼリーナに捕まる前に逃げ果せる。シャーウッドの森に戻る前にロビンはウィルにエリクサーを渡す。 シーズン2 妊婦のマリアンが病気になると、ロビンはルンペルシュティルツキンの城に押し入り、魔法の杖を盗み取る。ルンペルシュティルツキンはロビンを捉え、ロビンを拷問し殺そうとするが、ベルがロビンを逃す。レジーナが愛するダニエルを失った後、ティンカー・ベルがレジーナをロビンの元へ導き彼こそが運命の相手であると主張する。しかし、レジーナは愛を恐れ、ロビンと会うことを拒否する。マリアンは後にレジーナにより殺害される。白雪の助けを得てロビンは一人でローランドを育てる。 シーズン3 ルンペルシュティルツキンのものを探しているときに、ルンペルシュティルツキンの城でニールとムーランはロビンに出会う。ロビンはしぶしぶニールがネバーランドに行くためピーター・パンの影を呼ぶのにローランドを使う。ピーター・パンにせいでストーリーブルックの住人が元の世界に戻った際に、魔法の森でロビンはレジーナとメアリー・マーガレットをフライングモンキーから助ける。西の悪い魔女・ゼリーナから城を取り戻そうとする一行に、シェルターを提供する。彼は徐々にレジーナと関係を築いていく。白雪とチャーミングがゼリーナから赤ん坊を守るために呪いを使ったことで過去の記憶を失った状態でロビンはストーリーブルックに送られる。彼は再びレジーナとつながり、レジーナはロビンが運命の人であることを知ったあと、ゼリーナから心臓を守るために、心臓を預ける。2人は後に恋人関係になる。しかしながら、この関係はエマとフックが過去に行き、メイド・マリアンを救ってしまったことにより終わりを迎える。 シーズン4 ロビンはレジーナと距離を置きローランドと共にマリアンのもとに戻ることを決める。しかし、マリアンが雪の女王・イングリッドに氷漬けの呪いをかけられてしまい、レジーナに助けを求める。ロビンによる真の愛のキスによりマリアンを救おうとするがロビンのレジーナへの想いが消えていないため上手くいかず、呪いを解く方法を見つけるまでマリアンの心臓を取り除いておくことに。マリアンが凍っている間、ロビンは誠実であろうとするが、レジーナへの愛が止められず、ウィルの助言もあり、ロビンはレジーナへの気持ちを固め、レジーナを金庫で見つけ一晩を過ごす。ロビンとレジーナが関係を取り戻した後、レジーナはロビンにヘンリーの本の作者を探していることを告げる。ロビンはウィルを再び見つけ、2人はストーリーブルック図書館に向かう。ロビンはそこでヘンリーの本のレジーナの明るい未来を示す1ページを見つける。後に、イングリッドの呪いが破られ、ロビンはマリアンの元に戻るがマリアンはロビンのレジーナへの気持ちに気づき、レジーナとロビンが一緒になるように勧める。ロビンはレジーナと一緒になることを決めるが、マリアンが再び氷漬けの呪いにより死に直面する。レジーナはロビンにマリアンを連れてストーリーブルックを出てマリアンを救うように告げる。不幸にも、境界線を越えてしまえば帰ってくることはできない。レジーナはロビンにそう伝える。ロビンが去る前、最後にロビンは感情的になりレジーナにキスをする。レジーナは後に夢でロビンと再び一緒になるも悪い女王の自分がロビンを攻撃するという夢を見る。 ロビン・フッドがニューヨークに家族とともに到着すると、ゴールドに出くわし、ニールの家から出て行くように求める。ゴールドが心臓発作で倒れたのち、ロビンはゴールドにウォルシュの店からエリクサーを取ってくるように言われそれに成功する。その後、ゴールドはロビン一家にニールの家で暮らすことを許可するが、ゴールドはそこでゼリーナがペンダントを使いマリアンを殺害しマリアンに成り代わっていることを知る。ゴールドはその事実をロビンには告げなかったが、ロビンの気持ちがまだレジーナにあることを知り、運命を感じた人を追い求めるべきだと告げる。ロビンはレジーナの番号を削除し、それによりレジーナの幸せを台無しにしたいゼリーナは喜ぶ。 エマ、レジーナ、リリーがロビンとゼリーナに直面した際、レジーナはマリアンに何が起こったかについてロビンに伝える。ロビンは何が起こっているのかわかったが、ゼリーナが妊娠していることでゼリーナから離れられなかった。レジーナはロビンもゼリーナもローランドもストーリブルックに連れ戻すことができ、ゼリーナを精神病棟で拘束する。ロビン・フッドはレジーナがゼリーナの存在を消そうとしているときに精神病棟を訪れる。ヘンリーがアイザックのしたことを無効化したとき、レジーナはロビンにゼリーナは精神病棟にまだいるということを伝える。 スピンオフのワンス・アポン・ア・タイム・イン・ワンダーランドにも出演。義賊時代、ウィルとの過去が描かれる。 シーズン6では幻想世界に住む別人格のロビンが登場。エマとレジーナにより、一時的にストーリーブルックへ連れてこられる。 |                                                                    | |                     |                |          |        |
| |                                                                    | |                     |                |          |        |
| ゼリーナ (Zelena) 西の悪い魔女（The Wicked Witch of the West） | N/A                                                                | レベッカ・メイダー 日本語吹替 - 湯屋敦子 | 5、6                | 3、4、7        | 28       | 生存   |
| シーズン3から登場。レジーナとは姉妹だが、赤ん坊の時に母親であるコーラに秘かに捨てられ、竜巻によりオズへ飛ばされる。同じ姉妹ながら母親のコーラに目をかけられ女王となったレジーナに対し深い復讐心を持ち、シーズン3で過去へのポータルを開き自分とレジーナの運命を変えるという壮大な復讐計画を実行に移す。 ストーリーブルックにてレジーナに敗れ、ルンペルに殺されたと思われていたがシーズン4で再登場。魂のみの状態で開いたポータルから過去に移動し、現在のレジーナの想い人であるロビンフッドの妻マリアンを殺害。彼女に成り済ましロビンに近づく事で間接的にレジーナを苦しめようと画策する。 マリアンに変装している間にロビンとの子を妊娠。最初はこの事実を復讐に利用しようとするが、次第に子供への母性が目覚め、シーズン5で出産してからは復讐よりも我が子を第一に優先するようになり、少しずつだがレジーナとの関係も改善していく。黄泉の国で母親のコーラと再会してからは完全に改心したかにも見えたが、過去に関係があり現在も愛情を寄せる黄泉の国の王ハデスに利用され、両サイドの間で揺れ動くことになる。最後はレジーナを守るため愛するハデスを自ら倒すが、その後もあくまで自分は邪悪でありレジーナとは違うと言い張り、間接的にロビンの死が自分に原因があることからレジーナとは幾度となくぶつかり合うことに。それでも少しずつ関係は修復していき、我が子を守るという母親としての強い想いから自身も少しずつ良心に目覚めていく。 |                                                                    | |                     |                |          |        |

### 準レギュラー・キャラクター
| おとぎの世界 | 現実世界                                                              | 俳優                                                                                            | 準レギュラー     | ゲスト出演 | 出演話数 | 現状態 |
| --- | --------------------------------------------------------------------- | ----------------------------------------------------------------------------------------------- | ---------------- | ---------- | -------- | ------ |
| |                                                                       |                                                                                                 |                  |            |          |        |
| ドワーフ |                                                                       |                                                                                                 |                  |            |          |        |
| 七人の小人は鉱山で働く際に性格に合わせ名前が与えられている。彼らは白雪姫やチャーミング王子と仲が良い。白雪姫が悪い女王から逃げてきた際に一緒に暮らしている。ピーター・パンとの戦いの影響、他の住民らとともに魔法の森に戻った。しかし、西の悪い魔女の呪いにより再びストーリーブルックへ戻る。 |                                                                       |                                                                                                 |                  |            |          |        |
| ドリーミー（Dreamy） グランピー（Grumpy） | リロイ（Leroy）                                                       | リー・アレンバーグ 日本語吹替 - 辻親八                                                          | 1、2、3、4、5、6 | N/A        | 37       | 生存   |
| 同時に卵から孵った8人のドワーフ兄弟の1人。鉱山で働き始める際に与えられた斧に浮き上がった名前に従い、当初はドリーミー (Dreamy = 空想好き）と呼ばれる。フェアリーのノヴァと恋に落ち、ボートで駆け落ちすることを計画するが、ブルー・フェアリーに「ノヴァが羽を失って不幸になることになる」と警告されて断念する。すると、斧に新たにグランピー（Grumpy = 怒りんぼ）という名前が浮き出る。ダイヤモンドを盗んだという冤罪でジョージ王の牢に囚われた際、隣の牢に入ったスノーの脱出を手伝うが、救出に来てくれた兄弟のスティルシー（Stealthy）が殺されてしまう。その後、グランピーと残りの兄弟たちはスノーを匿い、チャーミング王子の救出に協力する。 ストーリーブルックでは、病院の清掃員で酔っ払い。尼のアストリッドに恋をし、家賃の支払いが遅れている尼僧院を援助するため、メアリー・マーガレットとともに蝋燭を売る。そして、アストリッドをボートに招待する。 『Once Upon a Time in Wonderland』第1話のストーリーブルックのシーンに登場する。 |                                                                       |                                                                                                 |                  |            |          |        |
| スニージー （Sneezy） | トム・クラーク                                                        | ゲイブ・コース                                                                                  | 1、2、3、4、5、6 | N/A        | 25       | 生存   |
| 同時に卵から孵った8人のドワーフ兄弟の1人。いつもくしゃみをしている。 ストーリーブルックではトム・クラークで、薬局の店主である。呪いが解けた後、他のドワーフと共にストーリーブルックから出ることができないということを知る。スニージーは境界線を越えて再び記憶を失うがブルーフェアリーの薬により記憶を取り戻す。 |                                                                       |                                                                                                 |                  |            |          |        |
| ドック （Doc） | N/A                                                                   | デビッド・ポール・グローブ                                                                      | 1、2、3、4、5、6 | N/A        | 26       | 生存   |
| 同時に卵から孵った8人のドワーフ兄弟の1人。白雪姫のエマ出産時の手助けを行った。グレッグ・メンデルがストーリーブルックに来た時、リロイに手術は大して上手くないと言われる。 |                                                                       |                                                                                                 |                  |            |          |        |
| スリーピー （Sleepy） | ウォルター                                                            | ファスティーノ・ディ・バーダイ                                                                  | 1、2、3、4、5、6 | N/A        | 28       | 生存   |
| 同時に卵から孵った8人のドワーフ兄弟の1人。 ストーリーブルックでは病院の警備員であるが、仕事中に時々居眠りをする。ドワーフの中でハンドルキーパーであるが、運転中に居眠りをすることがある。 |                                                                       |                                                                                                 |                  |            |          |        |
| バッシュフル （Bashful） | N/A                                                                   | ミグ・マケリオ                                                                                  | 1、2、3、4、5、6 | N/A        | 25       | 生存   |
| 同時に卵から孵った8人のドワーフ兄弟の1人。 |                                                                       |                                                                                                 |                  |            |          |        |
| ハッピー （Happy） | N/A                                                                   | マイケル・コールマン                                                                            | 1、2、3、4、5    | N/A        | 23       | 生存   |
| 同時に卵から孵った8人のドワーフ兄弟の1人。 名前の通りの明るい性格で、他のドワーフとは違い現代の技術に精通している。 |                                                                       |                                                                                                 |                  |            |          |        |
| ドーピー （Dopey） | N/A                                                                   | ジェフリー・ケーサー                                                                            | 1、2、3、4、5    | N/A        | 21       | 生存   |
| 同時に卵から孵った8人のドワーフ兄弟の1人。 物静かで、アイスクリーム屋を経営していた。 |                                                                       |                                                                                                 |                  |            |          |        |
| |                                                                       |                                                                                                 |                  |            |          |        |
| ルーカス未亡人 （Widow Lucas） | おばあちゃん（Granny）                                                | ビヴァリー・エリオット 日本語吹替 - 堀越真己                                                    | 1、2、3、4、5、6 | N/A        | 35       | 生存   |
| レッドの祖母で、単にグラニー（おばあちゃん）と呼ばれる。狼に父と兄弟を殺された。また、自分もレッドの祖父に噛まれたために人狼となっていたが、嗅覚力以外の能力は歳とともに衰えている。変身を抑える魔法の赤いマントを魔女から受け取るが、レッドにも狼になる呪いが引き継がれる。レッドがピーターと交際することに反対する。レッドが人狼だということを本人に話していなかったことから誤解を招き、ピーターを死なせることになる。ピーターの死後、レッドとスノーを逃がす。悪い女王の呪いでストーリーブルックに連れて行かれる。 ストーリーブルックでも単にグラニーと呼ばれており、ホテル（Granny's Bed and Breakfast）とレストラン（Granny's Café）を経営している。健康があまり優れない。孫のルビーの反抗的な態度や露出度の高い服装のため、たびたび口喧嘩となるが、孫に商売を継がせたいからこそ厳しくしている。厳しさに耐えかねルビーは1度仕事を辞めるがすぐに戻った。エマが呪いを破ると記憶が戻り、家族や友人らと共にそれを喜んだ。ピーター・パンとの戦いの影響で他の住民たちとともに魔法の森に戻るが、ゼリーナ（西の悪い魔女）の影響で再びストーリーブルックにやってくる。 |                                                                       |                                                                                                 |                  |            |          |        |
| |                                                                       |                                                                                                 |                  |            |          |        |
| シンデレラ | アシュレイ・ボイド                                                    | ジェシー・シュラム 日本語吹替 - 須藤祐実                                                        | 6                | 1、4       |          | 生存   |
| シンデレラ、（ニックネーム：エラ）、はストーリーブルックでエマが最初に助けた人物である。魔法の森ではメイドで城のパーティーに参加したいと願っていた。願いを叶えようとしたフェアリー・ゴッドマザーを殺害したルンペルシュティルツキンと取引しパーティーに出席できる事になるが、その代償は彼女が将来得る子供だった。トーマス王子と結ばれ、チャーミング王子の協力のもとルンペルシュティルを捕らえるが、トーマスは消えてしまう。ルンペルシュティルツキンは契約を守らなければ二度とトーマスには会えないと告げる。 ストーリーブルックでは19歳のアシュレイ・ボイドで独身でメイドであり妊娠している。赤ん坊の父親はショーン・ハーマン（トーマス王子）であるが、彼は父親にアシュレイと会うことを禁じられている。ショーンの父はゴールド（ルンペルシュティルツキン）にアシュレイに支払いの代わりに赤ん坊を要求するようにしむけた。最初は受け入れようとするも、赤ん坊を守る決意をする。街からの脱出を図るが街の境界で事故を起こしエマにより病院へ連れて行ってもらう。そしてそこで、子供を産み、ショーンとの関係を取り戻す。アシュレイが子供を守れるようエマがゴールドとの契約の肩代わりをする。後にアシュレイとショーンは結婚する。数年後、アシュレイはストーリーブルックで親子教室を始める。 しばらくはストーリーブルックにて家族と共に平穏に暮らしていたがシーズン6にて'語られなかった物語'の人々が街にやってきたことがきっかけで、再び危険に巻き込まれることとなる。 |                                                                       |                                                                                                 |                  |            |          |        |
| ブルー・フェアリー （Blue Fairy） | マザー・スペリアー （Mother Superior）                                | キーガン・コナー・トレイシー 日本語吹替 - 岡田栄美                                              | 1、2、3、4、5、6 | N/A        | 24       | 生存   |
| ブルーフェアリーはフェアリーたちのリーダー。人々を助けるために魔法を使う。ティンカー・ベル(グリーン)が規則を破り、ブルーからの信頼を失うまでは魔法を教えていた。強い力を持ってはいるが、ルンペルシュティルツキンの魔法は解除することができない。自身の魔法により生じた問題を解決するのを助けるため、ジミニーをコオロギに変身させゼペットの手助けをするように導く。ピノキオに生命を与えたり、ルンペルシュティルツキンを一時的にフリーズさせる羽ペンを作成し、捕まえるのを助ける。ルンペルシュティルツキンはブルーや他の妖精たちを敵対視しており、ベルファイアがいなくなってことを批判する。不思議な木からワードローブを作りエマとピノキオを新しい世界に送り助けるというアイディアを思いつく。 ストーリーブルックでは、尼僧院のリーダー。呪いが破れた時、ヘンリーが彼女に魔法を使うように頼むが、杖やフェアリーダストがないと出来ないという。オーガスト・ブースがタマラにより殺害された際、彼を7歳の男の子に戻す。ヘンリーをネバーランドから救出し、救出チームが無事に戻ってきた後、ピーター・パンに自分の計画の脅威になるとみなされ影を引き剥がされ殺される。ティンカー・ベルがピーター・パンの影を殺したことにより、影が戻り生き返る。このことでティンカー・ベルに感謝し、ティンカー・ベルの妖精の力を元に戻す。ピーター・パンとの戦いの影響で他の住民たちとともに魔法の森に戻るが、ゼリーナ（西の悪い魔女）の影響で再びストーリーブルックにやってくる。 |                                                                       |                                                                                                 |                  |            |          |        |
| |                                                                       |                                                                                                 |                  |            |          |        |
| ヴィクター・フランケンシュタイン博士 （Dr. Victor Frankenstein） | ホエール医師 （Dr. Whale）                                            | デイヴィッド・アンダース 日本語吹替 - 玉木雅士                                                  | 1、2、3、5、6    | N/A        | 13       | 生存   |
| モノクロの世界で、死者蘇生の研究をしていたが、なかなか成果が得られなかった。資金源が切られた時、ルンペルシュティルツキンがその成果を代償に援助を申し出る。実験を続けるための死体を盗もうとした時のいざこざで、ヴィクターの兄が命を落とす。ヴィクターは、ルンペルシュティルツキンが魔法の森から持って来た心臓（レジーナがダニエルを蘇生させるために用意したもの）を弟に移植するが、蘇った弟は父を殺してしまう。 ストーリーブルックでは、ストーリーブルック総合病院の医師で、デヴィッド・ノーランの主治医。デヴィッドのことをあきらめようとしているメアリー・マーガレットとデートするが、デート中にルビーに色目を使う。レジーナが保存していたダニエルの遺体に心臓を移植するが、蘇ったダニエルに襲われて腕をもぎ取られてしまい、ミスター・ゴールドに魔法で腕を付けてもらう。ストーリーブルックの秘密を守るため、グレッグの手術を拒むが、レッドやエマらに説得される。ピーター・パンとの戦いの影響で他の住民たちとともに魔法の森に戻るが、ゼリーナ（西の悪い魔女)の影響で再びストーリーブルックにやってくる。 その後も医師として所々で登場。何故か容姿が登場のたびに垢抜けていく。 シーズン6では同じ博士同士ジキルと意気投合したようで研究室を無償で提供していた。 |                                                                       |                                                                                                 |                  |            |          |        |
| |                                                                       |                                                                                                 |                  |            |          |        |
| ゼペット （Geppetto） | マルコ （Marco）                                                      | トニー・アメンドーラ 日本語吹替 - 水野龍司（大人時代） マイケル・ストラシーヴィッチ（少年時代） | 1、2、3、4、6    | N/A        | 8        | 生存   |
| 幼い頃、ジミニーによって（意図的ではないが）両親を人形に変えられてしまったため、孤児として育つ。大工仕事の合間に、魔法の木でピノキオという人形を作り、息子として可愛がる。ピノキオとの旅の途中、嵐の中クジラに追われゼペットを助けるためピノキオを命を落とす。この行動のおかげで、ピノキオはブルーフェアリーにより人間の子供になり、本当の息子を得ることになる。ブルー・フェアリーから魔法の箪笥を作ることを依頼された際、エマとともにピノキオを行かせてもらうよう交渉する。なぜなら、ピノキオ魔法のない世界に連れて行かれると人形に戻ってしまうからである。そして、ピノキオに「エマを守って28年後に必ず魔法を信じさせるように」と言い聞かせる。 ストーリーブルックでは、修理工。結婚はしているが、子供に恵まれていない。「父との約束を守れなかった」と後悔するオーガストに「もし私に息子がいたとしたら、それだけで十分だ」と言い、助手として雇う。呪いが解かれた後、タマラに殺されたオーガストが7歳の男の子として蘇り、あらためて親子として暮らすことになる。 |                                                                       |                                                                                                 |                  |            |          |        |
| |                                                                       |                                                                                                 |                  |            |          |        |
| ヘンリー王子 （Prince Henry） | N/A                                                                   | トニー・ペレス ザック・サンティアゴ                                                             | 1、2、5          | 3          | 7        | 死亡   |
| ヘンリー王子はエグゼビア王の息子でコーラが藁を金に変える実演をしたことで結婚する。つまり、レジーナの実父である。妻に頭が上がらず、娘にも甘い。魔法の森では、レジーナの側近となり手助けをするが、コーラの行動から守ることはない。レジーナがレオポルド王により部屋に監禁された際、ヘンリーは彼女を自由にするため毒蛇をジーニーに渡す。コーラに拉致されて不思議の国に幽閉されるが、狂った帽子屋の助けを借りたレジーナに救出される。レジーナにマレフィセントから呪いを取り返すことを勧める。レジーナは呪いの魔法を発動させるため、「最も愛する者」として心臓を生贄にしようとする。一緒に新しい生活を始め幸せになることができると説得するが、レジーナは彼を殺害する。遺体はレジーナが呪いを発動した場所の近くの墓地に埋葬される。 ストーリーブルックでは、その墓が霊廟になっている。地下には、コーラとレジーナがおとぎの世界で集めた心臓を保存する棚や、レジーナが隠匿するための部屋もある。また、レジーナは自分の養子に同じ名前を付けた。 シーズン5では死者の世界・黄泉の国に登場。 |                                                                       |                                                                                                 |                  |            |          |        |
| |                                                                       |                                                                                                 |                  |            |          |        |
| ジーニー（Genie） 魔法の鏡（Magic Mirror） | シドニー・グラス （Sidney Glass）                                     | ジャンカルロ・エスポジート 日本語吹替 - 咲野俊介                                                | 1、4             | 3、5       | 12       | 生存   |
| レオポルド王が見つけた魔法のランプの中から現れた。レオポルド自身は特に望みがなかったため、3つの願いの第1は「ジーニーを解放すること」、第2は「第3の願いをジーニーに譲ること」としてくれた。ジーニーは「真の愛」を願い、レオポルドの城に住むようになる。やがてレジーナに恋し、手鏡を贈る。結局、レジーナに利用されてレオポルドを殺すことになるが、レジーナの傍にずっといたいという願いにより、手鏡の中に住むことになる。鏡の精として、魔法の森の中のあらゆる鏡の中に現れることができ、レジーナのスパイとして働く。 ストーリーブルックでは、ローカル新聞『ストーリーブルック・デイリー・ミラー』紙の記者。レジーナの要求によってエマの過去を調べ、彼女を追い出すために協力する。グラハムの死後、レジーナによって新保安官に推されるが、選挙でエマに負ける。レジーナによって新聞記者を辞めさせられると、エマに「一緒に市長の汚職を暴こう」と持ちかけるが、実は愛するレジーナのためにスパイ行動しているに過ぎないのだった。キャスリンが生きて発見されたためにメアリー・マーガレットの殺人容疑が晴れると、レジーナを庇って「自分がキャスリンの“発見者”になるために誘拐した」と嘘をついて逮捕される。第1シーズン終了時までに閉鎖病棟入りとなる。 シーズン4ではレジーナへの怨みから氷の女王イングリッドに協力。晴れて自由の身となる。 |                                                                       |                                                                                                 |                  |            |          |        |
| |                                                                       |                                                                                                 |                  |            |          |        |
| ジョージ王 （King George） | アルバート・スペンサー （Albert Spencer）                             | アラン・デイル 日本語吹替 - 仲野裕                                                              | 1、6             | 2          | 8        | 生存   |
| 後継ぎを得られなかったため、ルンペルシュティルツキンとの契約でジェームズを養子に迎える。その後、ミダース王の経済援助を目当てにドラゴンを退治しようとしたジェームズに死なれ、その代わりにチャーミングを差し向ける。チャーミングがドラゴン退治を達成してミダース王に気に入られると、ジョージ王は「ドラゴンを退治したら家に帰してやる」という約束を反故にし、アビゲイル姫との縁談を進める。結婚しなければ、母を殺し、家を燃やすと脅す。チャーミングがスノーと愛し合っていると知ると、その仲を無理矢理引き裂こうとする。ジョージ王の騎士がチャーミングを捕らえるも、白雪姫を殺そうと企む悪い魔女に奪われる。目を覚ました白雪姫をジョージ王は捕らえ、2度と子供が作れない魔法をかけるが、ノストス湖の水により呪いは解かれる。後に、白雪姫、チャーミングと戦うため悪い女王と共闘するも、負けて悪い女王は捕らえられる。 ストーリーブルックでは、冷血な検事として、キャスリン・ノーラン”殺人事件”の被疑者メアリー・マーガレットの前に立ちはだかる。呪いが破れた後、スペンサーはビリーを殺害し、デビッドの無能さを街に示そうとする。デビッドがエマと白雪姫を取り戻すために頼りにしていたジェファーソンの帽子を燃やして逃走する。 その後捕まり投獄されていた事がシーズン6で判明。過去に実父を殺す指示をしていた事が明るみになり、チャーミングに殺されかける。 |                                                                       |                                                                                                 |                  |            |          |        |
| |                                                                       |                                                                                                 |                  |            |          |        |
| ジェファーソン （Jefferson） 狂った帽子屋 （Mad Hatter） | N/A                                                                   | セバスチャン・スタン 日本語吹替 - 檀臣幸（第1シーズン） 桐本琢也（第2シーズン）                 | 1                | 2          | 6        | 生存   |
| 魔法の帽子を使い、異なる世界に行くポータルを作ることができる。ルンペルシュティルツキンとともにモノクロ世界に行ってフランケンシュタイン博士を魔法の森に連れ帰る。娘グレイスを幸せにしてもらうという条件でレジーナを不思議の国に連れて行く。レジーナが父ヘンリーを救助した後、不思議の国に置いていかれてしまい、娘に会えなくなるばかりか、やがてハートの女王の騎士たちに囚われて斬首されてしまう。その後、首を繋がれて新しい魔法の帽子を作るよう命じられるが、何千個作っても成功せず、精神異常を来たす。 ストーリーブルックではジェファーソンという名前を与えられながらも狂った帽子屋としての記憶を持っている。グレイスはペイジという名前で別の父親とともに幸せに暮らしている。ジェファーソンは森に住み、こっそりとペイジの暮らしぶりを観察していたが、ある日、レジーナに白ウサギのカードで呼び出される。自分も元の記憶を失くしてグレイスと親子として暮らせるようにしてもらうという条件で、かつてレジーナがスノーに食べさせた呪いのリンゴを、帽子を使って魔法の国から取り寄せる。そのリンゴで作ったアップルターンオーバーをエマの代わりにヘンリーが食べてしまったためにレジーナが約束を反故にすると、閉鎖病棟からベルを助け出し、「ミスター・ゴールドに『レジーナに幽閉されていた』と言いなさい」と指示する。 グレイスを魔法の森で1人ぼっちにしてしまったことにずっと罪悪感を抱いていたが、呪いの解除後、ヘンリーに励まされてグレイスとようやく再会する。 |                                                                       |                                                                                                 |                  |            |          |        |
| |                                                                       |                                                                                                 |                  |            |          |        |
| アビゲイル姫 （Princess Abigail） | キャスリン・ノーラン （Kathryn Nolan）                                | アナスタシア・グリフィス 日本語吹替 - 衣鳩志野                                                  | 1                | 3          | 8        | 生存   |
| マイダス王（ミダース王）の娘。元々、騎士のフレデリックという相思相愛の婚約者がいたが、父に誤って黄金に変えられてしまった。その後、ジェームズ王子（実は身代わりのチャーミング）と結婚することになったが、チャーミングがスノーと恋に落ちると、チャーミングの逃亡を助ける。チャーミングがノストス湖の水を取ってきたおかげで、フレデリックは元に戻り再開を果たす。 ストーリーブルックでは、デヴィッドの別居中の妻として登場。メアリー・マーガレットとデヴィッドの愛を裂くため、レジーナが探し出してくる。ボストンの法律学校への入学が決まり、デヴィッドも一緒に引っ越してくれるよう頼むが断られ、逆に離婚を持ちかけられる。デヴィッド宛に「メアリー・マーガレットとお幸せに」という置手紙を残して、1人でボストンに向かうが、街の境界線付近で車をぶつけ、そのまま行方不明になる。また、置手紙は誰も見る前にレジーナによって焼かれてしまう。メアリー・マーガレットの宝石箱の中に彼女のものらしき心臓が見つかり、やはりメアリー・マーガレットの家の床下からナイフが出てきたことから、キャスリンは彼女によって殺されたと看做される。だが、実はレジーナによって地下室に監禁されていた。彼女の車の発見者は実はフレデリックで、呪いが解けた後、あらためて結ばれる。 |                                                                       |                                                                                                 |                  |            |          |        |
| |                                                                       |                                                                                                 |                  |            |          |        |
| コーラ（Cora） ハートの女王 （Queen of Hearts） | N/A                                                                   | バーバラ・ハーシー 日本語吹替 - 幸田直子 ローズ・マッゴーワン（若き日）                         | 2                | 1、3、5    | 13       | 死亡   |
| 元は貧しい粉引きの娘。酔いどれで怠惰な父に愛想を尽かし、自分で小麦粉をエグゼビア王の城に届ける。その際、エヴァ姫にぶつかり罵倒される。仮面舞踏会に紛れ込んでヘンリー王子と知り合うが、エグゼビア王に正体を見抜かれ、その場の勢いで「藁を紡いで黄金に変えることができる」と宣言。その証明のために塔に一晩監禁されることになるが、ルンペルシュティルツキンとの契約で魔法が使えるようになってエグゼビア王に認められ、ヘンリー王子と結婚する。ルンペルシュティルツキンからは心臓を抜き取る技も習い、感情に流されないようにするために自分の心臓を抜き取って隠す。娘レジーナを女王にするために厳しく躾けるとともに、レオポルド王の后となっていたエヴァを病死に見せかけて殺し、その娘のスノーとレジーナが出会うように仕向け、レオポルド王との縁談を進める。レジーナが厩舎のダニエルと愛し合っていると知るとダニエルを殺し、「愛はまぼろしにすぎず、力のみが真実」と説く。後に、レジーナによって不思議の国に追放されるが、ハートの女王として君臨するようになる。レジーナの刺客として現れたフックを仲間に引き入れ、魔法の森の一部を隔離して時間を止め、レジーナの呪いの魔法が及ばないようにする。 28年後、呪いが解けると、フックとともにストーリーブルックに乗り込む。そして、ヘンリーの良い母になろうとしていたレジーナが孤立するように仕向け、再び悪の道に導く。 自分の姿を自由に変えることができ、ブルー・フェアリーに成りすまして少女時代のスノーを騙そうとしたほか、ストーリーブルックから飛ばされて来たエマとスノーの前に、囚人として、またランスロットとして現れて欺く。ストーリーブルックでは、レジーナに変身してホッパー博士殺しの濡れ衣を着せたり、レジーナの隠れ家を見つけるためにヘンリーに化ける。 エマとスノーとともに旅するオーロラの心臓を抜いて操ったりもするが、エマの心臓だけはどうしても抜き取れない。 第2シーズン第16話で、メアリー・マーガレットの策略にかかったレジーナによって心臓を体内に戻され、ほどなく死亡する。 『ワンス・アポン・ア・タイム・イン・ワンダーランド』にも出演。ワンダーランドのハートの女王時代、アナスタシアをレジーナの代わりのように自分の後継者として育て上げようとする姿が描かれた。。 |                                                                       |                                                                                                 |                  |            |          |        |
| |                                                                       |                                                                                                 |                  |            |          |        |
| オーロラ姫 （Princess Aurora aka "Sleeping Beauty"） | N/A                                                                   | サラ・ボルジャー 日本語吹替 - 白川万紗子                                                        | 2、3、4          | 5          | 15       | 生存   |
| レジーナの呪いが発動する前からマレフィセントの呪いによって眠らされていたが、コーラの結界の中にいたためストーリーブルックには行っていない。呪いの解除後、フィリップ王子のキスによって目覚める。エマと白雪姫が死神クィ・シェンとともにポータルを通りやって来た時、ムーランはオーロラに魔法の森の一部が悪い女王の呪いから逃れたと説明する。コーラからクィ・シェンに取られた魂は取り戻せると知らされる。そして、ムーランとともにファリップに魂を取り戻すことに成功する。その後、負傷したニールを発見し、手助けをする。後にフィリップとの子を妊娠する。 ピーター・パンとの戦いの影響でストーリーブルックから魔法の森に戻ってきた住人たちと遭遇する。ゼリーナにより呪いから守られていたが、ゼリーナの白雪姫とチャーミングとの子供を奪う計画を漏らしたことにより、フライングモンキーに変えられる。ゼリーナが敗北すると人間の姿に戻り、ストーリーブルックで生活を始める。 |                                                                       |                                                                                                 |                  |            |          |        |
| |                                                                       |                                                                                                 |                  |            |          |        |
| フィリップ王子 （Prince Phillip） | N/A                                                                   | ジュリアン・モリス 日本語吹替 - 福田賢二                                                        | 2、3             | N/A        | 6        | 生存   |
| オーロラ姫の恋人。マレフィセントによってヤオグアイという魔物に変えられる。ムーランとベルに狩り出され、ムーランを怪我させるが、ベルにフェアリー・ダストをかけられて人間に戻る。ムーランとともにオーロラを見つける旅に出る。レジーナの呪いが発動された際にはコーラの結界の中にいた。 おとぎの世界の時間が動き出すとともに旅を再開し、眠りの呪いにかかっていたオーロラを見つけ、キスで目覚めさせる。しかし、それから間もなく、レイスに魂を吸い取られる。死んだと思われていたが、実は魂が異世界に持って行かれただけであった。フィリップが復活する経緯は描かれていないが、第2シーズン最終話ではフィリップとオーロラとムーランが海岸に倒れているニールを見つけている。後にオーロラとの間に子供を授かる。 ピーター・パンとの戦いの影響でストーリーブルックから魔法の森に戻ってきた住人たちと遭遇する。ゼリーナにより呪いから守られていたが、ゼリーナの白雪姫とチャーミングとの子供を奪う計画を漏らしたことにより、フライングモンキーに変えられる。ゼリーナが敗北すると人間の姿に戻り、ストーリーブルックで生活を始める。 |                                                                       |                                                                                                 |                  |            |          |        |
| |                                                                       |                                                                                                 |                  |            |          |        |
| ムーラン （Mulan） | N/A                                                                   | ジェイミー・チャン 日本語吹替 - 下山田綾華                                                      | 2、3             | 5          | 11       | 生存   |
| 某帝国の勇敢な戦士。”ヤオグアイ”（yaoguai 、妖怪の中国語風発音）という魔物を追っている時にベルと出会う。ベルの助けによって魔物は呪いを解かれ、フィリップ王子の姿に戻る。その後、ムーランはフィリップとともに旅をしていたが、レジーナの呪いが発動された際にはコーラの結界の中にいたので、ストーリーブルックには行っていない。 レジーナの呪いが解けた後、フィリップ王子がオーロラ姫を見つけるのを手伝う。また、ストーリーブルックから来たニールを救助する。ニールのアドバイスにより、密かに愛していた相手に告白しようとオーロラ姫と会うが、彼女がフィリップ王子の子を身篭っていると知り、身を引いてロビン・フッドの仲間になる。その後しばらく姿を見せなかったが、シーズン5で再登場。。 |                                                                       |                                                                                                 |                  |            |          |        |
| |                                                                       |                                                                                                 |                  |            |          |        |
| ウィリアム・スミー | N/A                                                                   | クリス・ゴーザー                                                                                | 2、3、6、7       | 4          | 8        | 生存   |
| スミーはどんな宝でも見つける男である。魔法の森では命を引き伸ばすためにルンペルシュティルツキンと取引し魔法の豆を手にいれる。フック船長は魔法の豆を手にいれるためにスミーを誘拐する。後にジョリーロジャー号の船員となる。フック船長は誰も年をとらないネバーランドへのポータルを作るのに魔法の豆を使用する。ネバーランドではスミーはアドバイザーになり、ルンペルシュティルツキンの殺害およびベルファイアの世話を手伝う。 ストーリーブルックでは、ホームレスでベルの父親モーリス卿の命令でベルを誘拐する。ゴールドはスミーを境界線を越えても記憶を失わない呪文の実験台に使う。フック船長がストーリーブルックについた際、すぐに命令に従い、ゴールドが最も大切にするベルファイアのショールを奪う。その報復でねずみに変えられてしまう。ピーター・パンとの戦いの影響で他の住民たちとともに魔法の森に戻るが、ゼリーナ（西の悪い魔女)の影響で再びストーリーブルックにやってくる。 |                                                                       |                                                                                                 |                  |            |          |        |
| |                                                                       |                                                                                                 |                  |            |          |        |
| N/A | オーウェン・フリン （Owen Flynn） グレッグ・メンデル （Greg Mendell） | イーサン・エンブリー (メンデル) ベンジャミン・ストックハム (フリン) 日本語吹替 - 烏丸祐一       | 2                | 3          | 11       | 死亡   |
| 元々、現実世界の人間。1983年、まだ子供だった時に父と森でキャンプしていたところ、ストーリーブルックが忽然と現れる。Granny's Café で席を取り合ったレジーナにかえって気に入られて家に招待され、ずっと残るよう持ちかけられる。あまりにしつこいので不審に思った父子は逃げようとするが、街の境界線で追いつかれ、父だけが囚われてしまう。その後、ストーリーブルックを再び見つけることはできず、ほとんど誰にも信じてもらえなかったが、一部、そういう出来事を信じて探っているグループがいることがわかり仲間になる。 2012年、ゴールドが街の境界線でフックと争った際、ゴールドの手の平に現れた火球に目を奪われ、運転を誤ってフックをはねてしまう。自分も重傷を負い、ストーリーブルック病院で手術を受けてしばらく入院を続ける。エマやレジーナからの質問に対し、何も見なかったように振舞うが、魔法の証拠ビデオを集め続けながら、携帯電話でタマラと連絡を取り合う。タマラと合流後、フックに手伝わせてレジーナの魔法を封印して拉致・拷問し、父がすでに殺されていたことを知る。レジーナを殺そうとしたところにデヴィッドが現れたため、逃亡する。タマラとともに、レジーナの所持品の中にあった“自爆装置”を起動させてストーリーブルックを消滅させようとする。そして、エマたちが自爆装置に気を取られている間にヘンリーを拉致し、魔法の豆でポータルを開いてネバーランドに行く。ピーター・パンに影に影を引き剥がされ死亡する。 |                                                                       |                                                                                                 |                  |            |          |        |
| |                                                                       |                                                                                                 |                  |            |          |        |
| N/A | タマラ （Tamara）                                                     | ソネクア・マーティン＝グリーン                                                                  | 2                | 3          | 7        | 死亡   |
| 元々、現実世界の人間。2011年、香港で癌患者を装ってザ・ドラゴンを訪れ、魔法薬を手に入れた後、殺す。その際、やはりザ・ドラゴンを訪れていたオーガストと出会い、尾行する。 オーガストがニューヨークでニールと会った際、その会話を立ち聞きし、ストーリーブルックの秘密を探るためにニールに近づく。エマとヘンリーとゴールドがニューヨークを訪れた際、ニールによって婚約者として紹介される。ニールに呼ばれる形でストーリーブルックに着くと、オーガストを見つけ出し、魔法薬と引き換えにストーリーブルックを永遠に去ってほしいと持ちかける。エマに警告しようとしたオーガストを殺した後、仲間のグレッグとホテルで再会する。そして、グレッグとフックとともにレジーナを誘拐する。レジーナを救出に来たエマとニールと対峙し、ニールを撃ってから魔法の豆でポータルを開き、ポータルに吸い込まれそうになるニールをエマが助けようとする間に逃げる。グレッグと再合流してストーリーブルックを消滅に追い込もうとした後、ヘンリーを拉致してネバーランドに行く。ロストボーイズの射た矢が刺さる。ゴールドがタマラを発見し治療するも、ヘンリーの居場所を聞き出した後殺される。 |                                                                       |                                                                                                 |                  |            |          |        |
| |                                                                       |                                                                                                 |                  |            |          |        |
| メイド・マリアン | N/A                                                                   | クリスティ・レイン                                                                              | 4                | 2、3       | 6        | 生存   |
| マリアンはノッティンガムの保安官のに見初められた。しかし、彼女はロビンフッドと恋に落ち駆け落ちする。しばらくして、マリアンは妊娠し、病気にかかる。ロビンがルンペルシュティルツキンから盗んだ杖により病気は治る。杖を盗んだロビンを追ってきたルンペルシュティルツキンは彼女の妊娠を知り見逃す。後にローランドという息子を産む。 |                                                                       |                                                                                                 |                  |            |          |        |
| |                                                                       |                                                                                                 |                  |            |          |        |
| ロストボーイ（ズ） （the Lost Boy(s)） |                                                                       |                                                                                                 |                  |            |          |        |
| 第2シーズン最終話より登場。ネバーランドの住人たちで、見かけ上は少年。ピーター・パンの忠実な手下たちで、集団で行動することが多い。第3シーズン第1話では、ヘンリーを連れて来たグレッグとタマラを襲い、またエマたちにも襲い掛かる。 |                                                                       |                                                                                                 |                  |            |          |        |
| フェリックス | N/A                                                                   | パーカー・クロフト                                                                              | 3                | 2          | 11       | 死亡   |
| フェリックスはロストボーイズのメンバーでピーター・パンの右腕である。彼の主導でフック船長の船からベルファイアをピーター・パンのもとに連れて行くも、探し求めていた少年ではなかった。ニールがヘンリーを助けにネーバランドに来た時に、ニールを捕らえるが、気絶させられ逃げられる。ストーリーブルックに連れられ檻に入れられるが、ピーター・パンに救い出させる。しかし、ピーター・パンは闇の呪いを使うために生け贄となる。 |                                                                       |                                                                                                 |                  |            |          |        |
| |                                                                       |                                                                                                 |                  |            |          |        |
| マルコム （Malcolm） ピーター・パン （Peter Pan） 笛吹き男 （Pied Piper） | N/A                                                                   | ロビー・ケイ 日本語吹替 - 田谷隼                                                                | 3                | 5          | 11       | 死亡   |
| マルコムはルンペルシュティルツキンの父であり、ベルファイアの祖父である、ヘンリーの曽祖父である。マルコムは息子を2人の紡ぎ手の保護下に置いていた。ルンペルシュティルツキンはこの2人から父親から離れるための魔法の豆をもらう。魔法の豆を使い、マルコムとルンペルシュティルツキンはマルコムが夢にまで見た世界であるネバーランドに行く。到着すると、マルコムは夢みたように空を飛ぶことができないことに気づく。父である子供がはいないと影に指摘され、マルコムは影を使いルンペルシュティルツキンを元の世界に返す。するとマルコムは若返り、自身をルンペルシュティルツキンの人形の名前であるピーター・パンと名付ける。影はパンに若さには限界があり、スカルロックの砂時計の砂がすべて落ちた時、命を落とすと伝える。その後、パンは魔法の森のハーメルンに行き笛を吹きロストボーイズとなる少年を増やした。 元ロストボーイを装ってヘンリーに近づく。その狙いは「真に信ずる者の心」 (the heart of the truest believer) である。パンはダーリング兄弟にウェンディの命と引き換えに手伝わせる。ヘンリーにネバーランドの魔法が死にかけていると嘘をつき、ヘンリーの心臓を得ようと画策する。ヘンリーはパンに心臓を与えてしまうがレジーナが取り戻し、ヘンリーは生き返る。パンはストーリーブルックでヘンリーの本をよみ影にブルーフェアリーを殺害させる。レジーナからストーリーブルックを作った呪いを盗み、ストーリーブルックを新しいネバーランドにしようとする。計画は成功し呪いは発動するも、ゴールドが短剣を使いパンとともに自殺する。 |                                                                       |                                                                                                 |                  |            |          |        |
| |                                                                       |                                                                                                 |                  |            |          |        |
| ティンカー・ベル （Tinker Bell） | N/A                                                                   | ローズ・マクアイヴァー 日本語吹替 - 藤村歩                                                      | 3                | 6          | 8        | 生存   |
| 通称は”ティンク”（Tink）。魔法の森ではブルー・フェアリーの弟子で、”グリーン”（Green）と呼ばれていた。レオポルド王と結婚したものの淋しい日々を過ごしていた（悪い魔女になる前の）レジーナを見かね、本当の愛を見つけてあげるため、ブルー・フェアリーの警告を無視して”ピクシー・ダスト” (pixie dust) を盗んで使用する。だが、レジーナがその運命の男性（腕にライオンの刺青をしている）の顔さえ見ようとしなかったことで、その努力は無駄となり、ブルー・フェアリーの信頼も失ったために羽を失う。それ以来、レジーナを恨んでいる。 ネバーランドでは、かつてピーター・パンの仲間だったことがある。ネバーランドに到着したレジーナに再開し、しぶしぶ過去の出来事を許す。レジーナたちがヘンリーを探すのに協力する。ストーリーブルックに一緒に戻った際、レジーナがブルーフェアリーにティンカー・ベルの力を元に戻すように頼むも「自分自身を信じられていない」からと断られる。その後、自分を信じピクシーダストを使いピーターパンの影を殺す。このことでブルーフェアリーはティンカー・ベルを許し、妖精の力を戻す。 |                                                                       |                                                                                                 |                  |            |          |        |
| |                                                                       |                                                                                                 |                  |            |          |        |
| アリエル （Ariel） | N/A                                                                   | ジョアンナ・ガルシア 日本語吹替 - 世戸さおり                                                    | 3                | 4、6       | 8        | 生存   |
| 第3シーズン第6話より登場。。 おとぎの国でエリック王子と恋に落ちてから、世界をまたいで結ばれたりはぐれたりを繰り返す中でスノウやフックと関わりを持っていく。ネバーランド編や作者編でメインキャラクターをサポートした。又、ゼリーナ編では彼女がアリエルに姿を変え、過去の因縁を利用してフックを罠にはめたことも。 |                                                                       |                                                                                                 |                  |            |          |        |
| |                                                                       |                                                                                                 |                  |            |          |        |
| マレフィセント（Maleficent） | N/A                                                                   | クリスティン・バウアー・ヴァン・ストラテン 日本語吹替 - 岡寛恵、日野由利加（第4シーズン）       | 4                | 1、2       | 12       | 生存   |
| 第1シーズン第2話に初登場。禁断の森 (the Forbidden Forest) に住む魔女で、悪い魔女レジーナのライバルかつ唯一の友人。オーロラ姫を眠りに追いやる。「呪いの魔法」との交換でレジーナに「眠りの魔法」を与えるが、結局、呪いの魔法も取り返される。 魔女の呪いを解くために必要な「真の愛」の魔法薬の瓶がその体内に隠され、ストーリーブルックの地下に竜の姿で封印されていた。第1シーズン最終話にエマによって倒される。シーズン4ではゴールドによって復活。ストーリーの中心人物として活躍した。過去にスノウとチャーミングに我が子を奪われていた事実が発覚。ゴールドの作者探しに協力しながらも、娘の生存を知ってからは我が子探しと関係の修復に夢中になっていく。ヴィランとしてよりも母親としての側面が強く押し出されていた。 『ワンス・アポン・ア・タイム・イン・ワンダーランド』の第3話のフラッシュバックでは、ウィルに手鏡を盗まれる。 |                                                                       |                                                                                                 |                  |            |          |        |
| |                                                                       |                                                                                                 |                  |            |          |        |
| アースラ （Ursula） | N/A                                                                   | メリン・ダンジー 日本語吹替 - 入江純                                                            | 4                | N/A        | 6        | 生存   |
| シーズン3で少しだけ登場した神話のアースラとは別人。原作のアリエルのエピソードを半分受け継いでおり、歌の好きな人魚だったが地上に出て歌を歌いながら旅をしたいという夢を父親に反対され、フックが父親との取引に応じてしまったことで歌声を奪われてしまう。その悲しみと怨みから自身の体を変化させ、以後アースラと名乗る事となった。 マレフィセントやクルエラと共に行動し悪事を働いていたが、あることがきっかけで現実世界に飛ばされてしまう。 ゴールドに声をかけられた事でクルエラと共にストーリーブルックへ。ゴールドの計画に加担するものの、過去に因縁のあるフックとアリエルの尽力により父親と再会。確執を解消することで歌声を取り戻し、父親と共に海へと帰った。 |                                                                       |                                                                                                 |                  |            |          |        |
| |                                                                       |                                                                                                 |                  |            |          |        |
| |                                                                       |                                                                                                 |                  |            |          |        |
| クルエラ・ド・ヴィル （Cruella de Vil） | N/A                                                                   | ヴィクトリア・スマーフィット 日本語吹替 - 本田貴子                                              | 4、5             | N/A        | 7        | 死亡   |
| シーズン4から登場。時が止まった1920年代イギリス世界出身。幼少期に父親をを次々に殺害していたサイコパスであり、母親に監禁されていた。おとぎ話の作者アイザックに出会い魔法の力を与えられ母親を殺害し監禁から解放されるが、その後アイザックにより「誰も殺すことができない」魔法をかけられる。魔法の森ではマレフィセントやアースラとつるみ悪事を働いていたが、とあることがきっかけで現実世界に飛ばされてしまう。ゴールドに協力しストーリーブルックにて作者探しの計画を実行するが、実は作者アイザックへの復讐が目的であり、途中からゴールドを裏切り独自の行動をとる。 ヘンリーを使いエマにアイザックを殺させるため脅迫するものの、ヘンリーを守ろうとしたエマに殺されてしまう。 シーズン5では死後の世界、黄泉の国にて登場。現作者であるヘンリーの力を使い生き返ろうと画策する。 |                                                                       |                                                                                                 |                  |            |          |        |
| |                                                                       |                                                                                                 |                  |            |          |        |
| |                                                                       |                                                                                                 |                  |            |          |        |
| リリス・”リリー"・ペイジ | ×                                                                     | アグネス・ブルックナー                                                                          | 4                | N/A        | 3        | 生存   |
| マレフィセントの生き別れの娘。 卵の頃エマに闇の素質がある事を危惧したチャーミング夫妻によってエマの闇を全て背負わされさらには現実世界に飛ばされてしまう。(チャーミング夫妻の行動は実は作者アイザックに操られての行為であった事が後に判明する) 養子に迎えられるものの、実親に捨てられた喪失感や背負わされた闇の成長により非行・家出を繰り返す日々となり、そんな中で偶然エマ(幼少期)と出会う。意気投合するがリリーの嘘が原因で関係は破綻。その後も荒んだ生活を送り大人になる。あることがきっかけでエマ達に連れられてストーリーブルックを訪れ、当初は白雪達への復讐しか頭になかったが心変わりし、母親のマレフィセントとの関係修復と父親探しの為しばらくストーリーブルックで生活することを決める。 |                                                                       |                                                                                                 |                  |            |          |        |
| |                                                                       |                                                                                                 |                  |            |          |        |
| エルサ （Elsa） | N/A                                                                   | ジョージナ・ヘイグ 日本語吹替 - 木下紗華                                                        | 4                | 3          | 12       | 生存   |
| シーズン4前半における中心人物。ストーリーとしては原作の物語の後の話になっており、妹との確執や自分の力との葛藤、家出等は過去に起きた事として語られており、登場時点で既にアレンデールの女王である。氷の女王の策略によって魔法を封じる壺に封印されていたが、シーズン3にてエマ達が過去のおとぎの国から偶然壺を持ち帰った事でストーリーブルックへ。妹のアナを探す為魔法で街に氷の結界をはり住人を閉じ込める。エマ達と和解した後は協力関係をとり、共にアナを探し氷の女王を倒すため尽力する。 |                                                                       |                                                                                                 |                  |            |          |        |
| |                                                                       |                                                                                                 |                  |            |          |        |
| |                                                                       |                                                                                                 |                  |            |          |        |
| アナ （Anna） | N/A                                                                   | エリザベス・ライル 日本語吹替 - 遠藤綾                                                          | 4                | N/A        | 9        | 生存   |
| エルサ同様シーズン4前半のメインキャラクターとして登場。ストーリーとしては原作の物語の後の話になっており、ハンスとの結婚話や姉との確執等は過去に起きた事として語られている。両親の死亡の真実を探す為旅に出た先で羊飼い時代のデイビッドやベルと出会い交流していた。イングリッドの策略でエルサを壺に封じ込めてしまい自身は凍らされていたが、紆余曲折を経てクリストフと共にストーリーブルックへ。エルサと再会し、共に氷の女王を倒しアレンデールに帰るため尽力する。 |                                                                       |                                                                                                 |                  |            |          |        |
| |                                                                       |                                                                                                 |                  |            |          |        |
| イングリッド（Ingrid） 雪の女王（The Snow Queen） | サラ・フィッシャー （Sarah Fisher）                                   | エリザベス・ミッチェル 日本語吹替 - 佐々木優子                                                  | 4                | N/A        | 9        | 死亡   |
| シーズン4前半のヴィラン。幼少期特殊な氷の能力により周囲に馴染めず、唯一の理解者であった姉妹の一人を自ら殺してしまい(守ろうとした際誤って殺してしまう)、もう一人の姉(エルサ、アナの後の母親)に魔法の壺に封印されてしまう。壺から解放された後は唯一信じていた姉妹に裏切られた事から、信じられる新たな家族を作るため、同じく自分の能力に悩む姪のエルサとエマに目をつけ、自分の家族にしようと強引な計画を実行する。 |                                                                       |                                                                                                 |                  |            |          |        |
| |                                                                       |                                                                                                 |                  |            |          |        |
| ランスロット |                                                                       | シンカ・ウォールズ                                                                              | 5                | 2          |          | 生存   |
| かつてアーサー王に仕えていた円卓の騎士の1人。しかし、ある女性と恋に落ちる。キャメロットを離れた後、ジョージ王に仕える。ジョージ王の命令によってスノーを捕え、水を飲ませるが、それは懐妊を不可能にする呪いの水だったと知り、チャーミング王子を救う手伝いをした後にノストス湖の水を飲ませて中和させる。レジーナの呪いの前後に殺されていたらしく、時間が再び流れ出したおとぎの世界ではコーラがランスロットに成りすましていた。シーズン5で実は生存していた事が判明。古巣のキャメロットへ帰還する。 |                                                                       |                                                                                                 |                  |            |          |        |
| |                                                                       |                                                                                                 |                  |            |          |        |
| |                                                                       |                                                                                                 |                  |            |          |        |
| メリダ | ×                                                                     | エイミー・マンソン                                                                              | 5                | N/A        | 9        | 生存   |
| |                                                                       |                                                                                                 |                  |            |          |        |
| |                                                                       |                                                                                                 |                  |            |          |        |
| 魔法使いの弟子 |                                                                       | ティモシー・ウェッバー                                                                          | 4、5             |            |          | 死亡   |
| |                                                                       |                                                                                                 |                  |            |          |        |

### その他のキャラクター
| ハリー・グレーナーとキャロライン・ヘネシー |  | ハリー・グレーナーとキャロライン・ヘネシー |
| ハリー・グレーナーとキャロライン・ヘネシー |  |                                            |

| リチャード・シフ と エリク・レンジ |  | リチャード・シフ と エリク・レンジ |
| リチャード・シフ と エリク・レンジ |  |                                    |

## ワンス・アポン・ア・タイム・イン・ワンダーランド

### レギュラー・キャラクター
アリス（Alice）
演 - ソフィー・ロウ / ミリー・ボビー・ブラウン（少女時代）
主人公。イギリス人。姓は不明。子供の頃からワンダーランドに出入りしている。精霊サイラスを解放するが、特に叶えてもらいたい願いもなく、しばらく一緒に過ごすうちに恋に落ちる。ワンダーランドの話を誰にも信じてもらえず、精神科の隔離病棟に入れられ、ロボトミー手術を施されそうになる。サイラスからもらった「3つの願い」の宝石を靴のヒールの中に隠し持っている。サイラスから剣の訓練を受けており、素手での戦闘も得意。
ハートのジャック（The Knave of Hearts） / ウィル・スカーレット（Will Scarlet）
演 - マイケル・ソーチャ
元々魔法の森の住人で、一時期はロビン・フッドの愉快な仲間たち （Merry Men）の一員でもあった。ロビン・フッドたちに「マレフィセントの城の黄金を盗もう」と持ちかけ、自分はこっそり手鏡を盗む。その裏切り行為により、ロビン・フッドと袂を分かつことになる。手鏡でポータルを開け、恋人のアナスタシアと一緒にワンダーランドに行く。ワンダーランドでも多くの者たちから恨みを買ったため逃亡し、ストーリーブルックで気ままに暮らしていた。アリスに借りがある。
夜中に Granny's Café に忍び込んでコーヒーを盗み飲みしていたところに白ウサギが現れ、「アリスが危地に陥っている」と知らされて救助に向かう。ワンダーランドに戻った後、アリスの「3つの願い」の宝石を盗んで逃げようとするが、結局、彼女を助けて一緒にサイラスを捜すようになる。
サイラス（Cyrus）
演 - ピーター・ガディオット
瓶の精。元々、アグラバーにおり、瓶から解放してくれた者の3つの願いを叶えてはまた瓶に戻るという生活を際限なく繰り返す運命を強いられていた。ある時、ジャファーに捕まりそうになり、その時の”主人”の願いによって「果てしなく遠い所」、すなわちワンダーランドに飛ばされる。そして、長い時が過ぎた後、たまたまキノコの効果で小さくなったアリスが瓶を見つけて解放してくれる。それまでは他人の願いを叶えるだけだったが、「アリスとずっと一緒にいたい」と願うようになり、アリスと自分しか知らない場所に瓶をこっそりと埋める。赤の女王の魔法で絶壁に突き落とされて死んだと思われていたが、実はジャファーが空飛ぶ絨毯で彼を捕え、監禁していた。
赤の女王（The Red Queen） / アナスタシア（Anastasia）
演 - エマ・リグビー
元々魔法の森の住人で、ウィルの恋人だった。ワンダーランドの女王。チェスボード・デザインの城に住んでいる。魔法使いの独裁者だが、ジャファーに対しては歯が立たず、ほぼ言いなりになっている。白ウサギをスパイとして使い、アリスをワンダーランドに連れ戻させる。サイラスの瓶の在り処に関する情報を盾にジャファーと対等になろうと画策する。
ジャファー（Jafar）
演 - ナヴィーン・アンドリュース
アグラバーの強大な魔術師で、赤の女王の魔法を無効にすることもできる。コブラの杖が目印。空飛ぶ絨毯を自在に操る。サイラスとその瓶を探し続け、ようやくワンダーランドでサイラスを捕えることに成功する。だが、瓶の行方がわからないため、赤の女王に探させる。その真の目的を達するためには、まずアリスに3つの願いを使い切らせなければならないという。
白ウサギ（The White Rabbit）
声 - ジョン・リスゴー（声）
ワンダーランドに住む、喋るウサギ。どこにでもウサギ穴（ポータル）を開ける能力を持つ。アリスがワンダーランドに入るキッカケとなった。赤の女王に脅迫されてアリスをイギリスからワンダーランドに連れ戻し、その後もアリスの動向を赤の女王に伝え続ける。実はアリスとサイラスが瓶を埋めるところも目撃しており、赤の女王のために瓶を掘り出す。

### 準レギュラー・キャラクター
リドゲイト医師（Dr. Lydgate）
演 - ジョニー・コイン
イギリス人。サディスト的な精神科医師。アリスの父を説得してアリスを入院させ、狂気の元となっている記憶を除去する”新療法”すなわちロボトミー手術を施そうとする。
チェシャ猫（The Cheshire Cat）
声 - キース・デイヴィッド
ワンダーランドに住む、透明化できる喋る猫。少女時代のアリスと知り合いだったが、成長して戻ってきたアリスを食べようとする。
イモムシ（The Caterpillar）
声 - イギー・ポップ
ワンダーランドに住む、喋るイモムシ。昼間はキノコの上にいて、水タバコを吸っている。強欲で、怪しげな地下酒場”アンダーランド” (The Underland) をアジトにしている。ウィルに大きな貸しがある。
老いた囚人（Old Prisoner）
演 - ブライアン・ジョージ
ジャファーの城で、サイラスの隣の檻に入っている老人。

### その他のキャラクター
アリスの父（Alice's Father）
演 - ショーン・スミス
イギリス人。行方不明になり死んだと思っていた幼いアリスがようやく帰宅したと思ったら、透明な猫やら喋るトランプやらが住む不思議な世界にいたと聞かされる。アリスが嘘をついているようには思えないが、とても信じられない。リドゲイト医師に説得されてアリスを精神科に入院させる。
グレンデル（Grendel） / ハンサムな男（Handsome Man）
演 - スティーヴ・ベーシック
第3話「Forget-Me-Knot」に登場。醜悪で凶暴な男だが、以前はハンサムだった。毎日、居間でフォーゲット・ミー・ノット（Forget-Me-Knot） を覗き込んでは、生前の妻との想い出の場面を眺めている。